# Hàbitat tradicional de la Provença
Hi ha diferents formes d'habitatge tradicional a la Provença.

## Habitatge en grup

### Hàbitat en pendent
Les cases en pendent són típicament provençals; és un hàbitat típicament mediterrani. Aquests pobles construïts sobre una "acròpolis rocosa", que han conservat l'aspecte medieval, formen, per l'orientació de les façanes de les cases -cap a la vall o al camí- un autèntic front de fortificació. Els més coneguts en són Seguret, Menèrba (Valclusa), Gòrda, Aigalieras, Lo Puget de Tenier, La Gàrdia de Grimaud, Torretas, Canha de Mar, Gatièras, etc

Gòrda, poble enfilat davant del Luberon, la vall de Calavon i la Via Domícia

Fernand Benoit subratlla el seu origen a vegades prehistòric, i assenyala que Ciceró, pel que fa als lígurs que poblaven l'àrea, els anomena castellani, és a dir, habitants de castellae (Brutus, LXXIII, 256). La toponímia confirma ja que pobles en turons com Aupeda, Aupedeta, Baus, Lo Baucet (Valclusa), Lo Baucet (Var), Carròç, Carri lo Roet i Caromb agafen el nom de l'oppidum; del bau (cinglera escarpada en occità), o de la roca sobre la qual es van edificar.
Aquests pobles es troben en zones muntanyoses on el terrer és pobre en al·luvions i on l'aigua és escassa, que és el cas general de la Provença tret de la vall baixa del Roine i la del Durance, on abunden els sòls al·luvials i sobretot on l'aigua arriba a cada finca gràcies a un pou excavat al pati de la casa.

A més a més, aquest agrupament en una comunitat tancada en si mateixa correspon a àrees de finques petites, on la terra fèrtil es troba al fons d'unes poques valls, i aquest aplec ha facilitat l'existència d'artesania rural essencial per als vilatans (carrer de rodes, ferrer, etc.). Per contra, l'habitatge dispers el componen grans finques que tendeixen a viure amb autosuficiència. D'ací la llei que emet Fernand Benoit: «La pobresa agrupa l'hàbitat, l'afluència el dispersa».

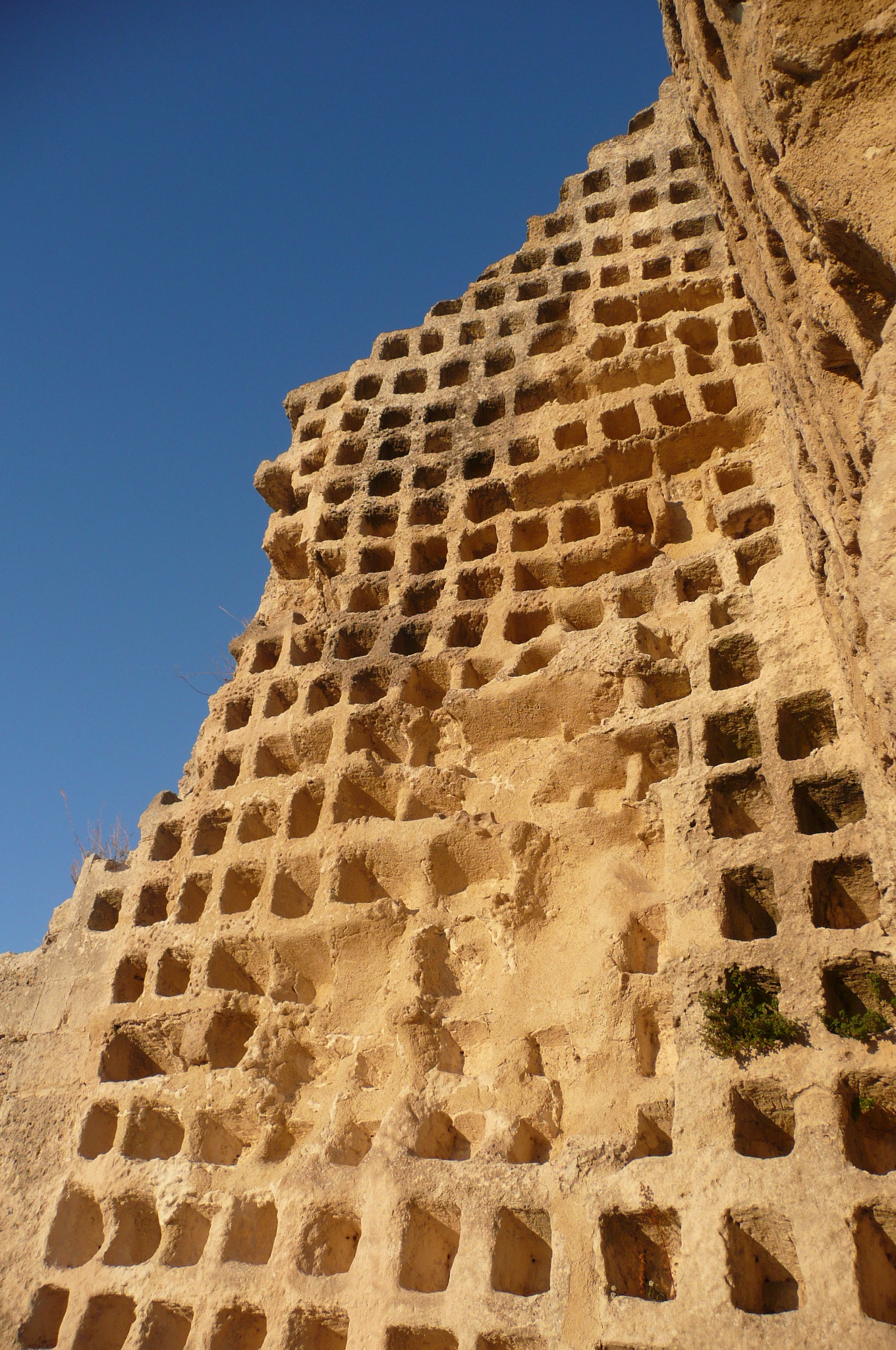
Colomar de la cova
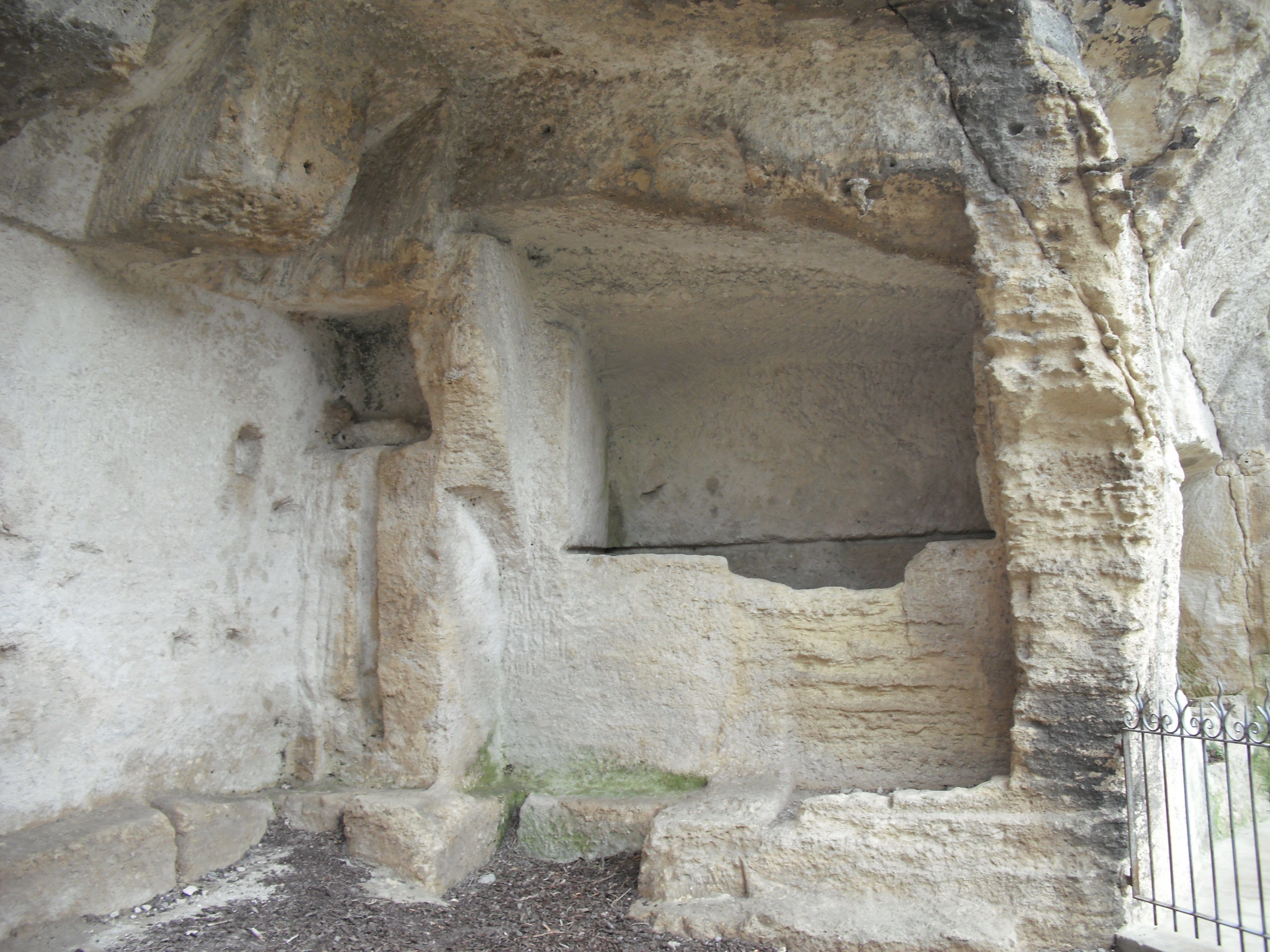
Habitatge rupestre al poble de Baus
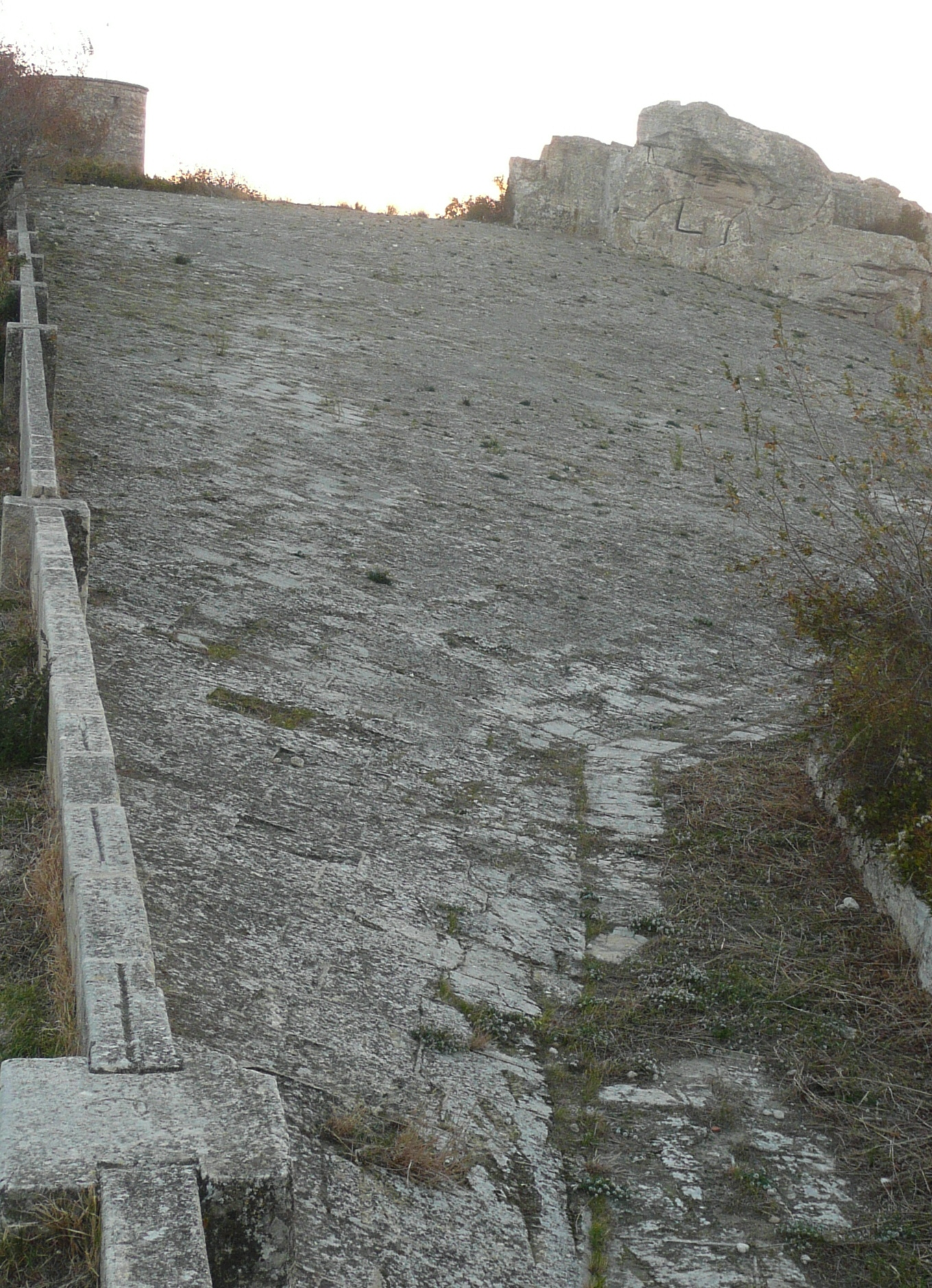
Llosa acanalada per recollir aigua de pluja

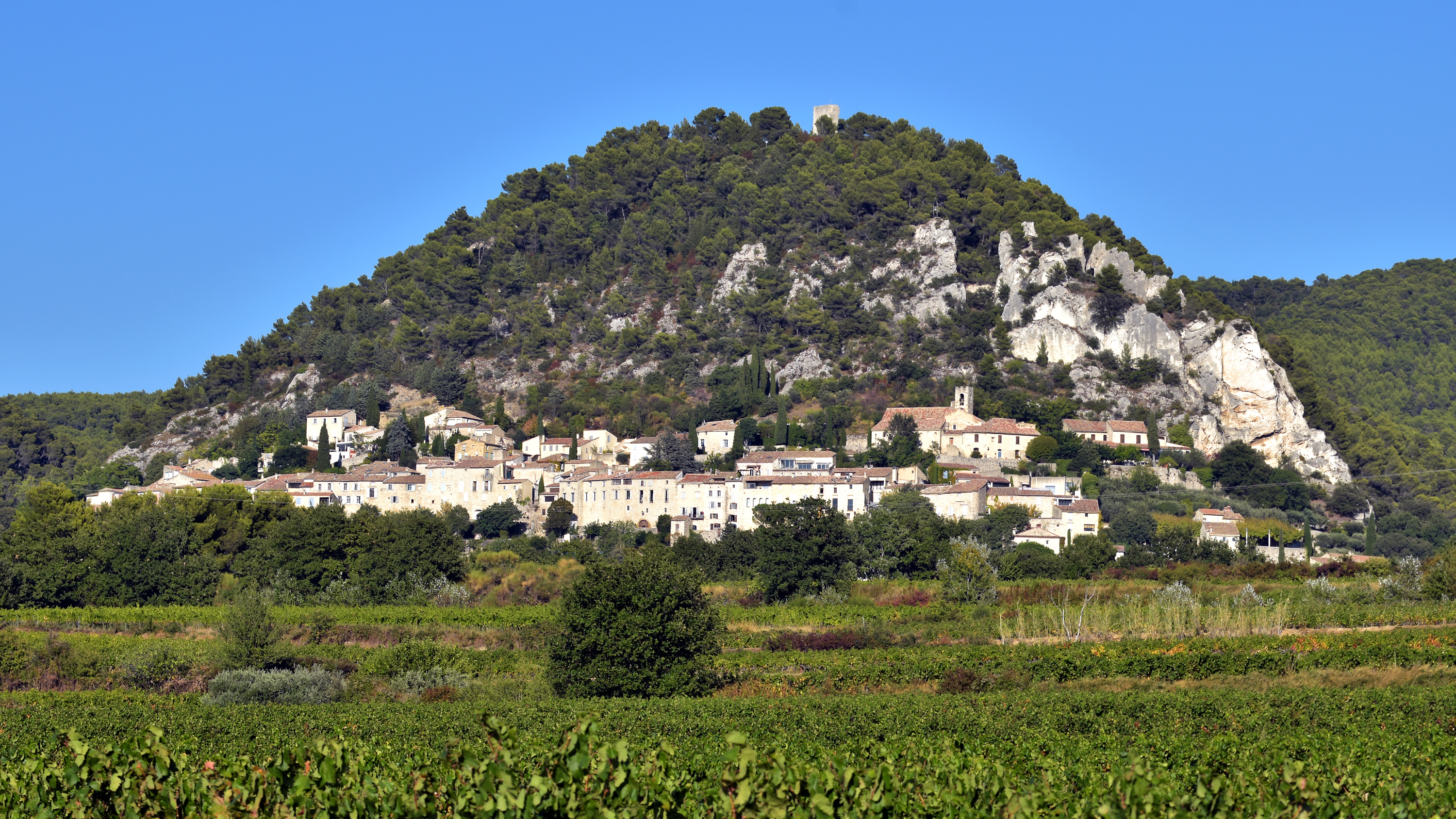
Seguret, la torre del cim vigilava les fortificacions que baixaven fins davant de les cases
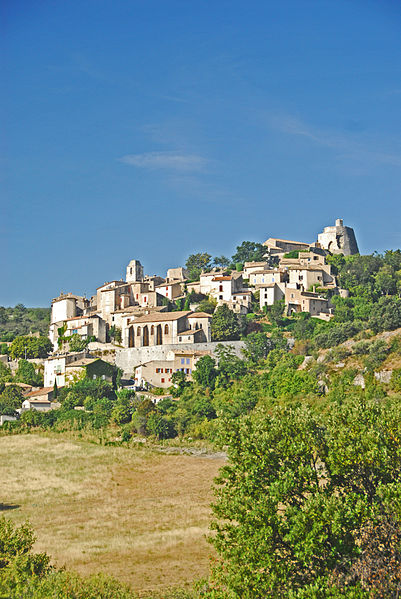
Sumiana
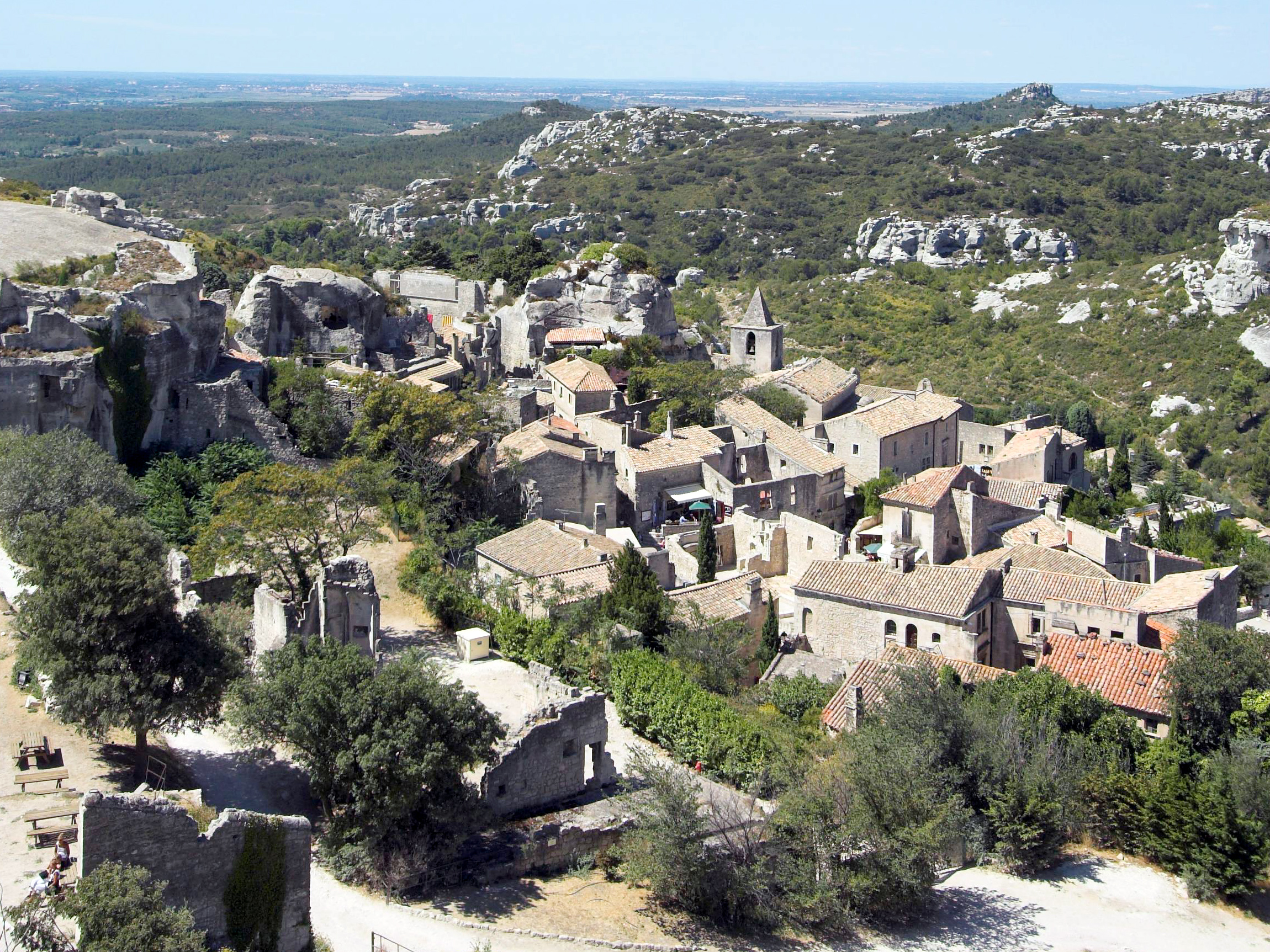
Baus
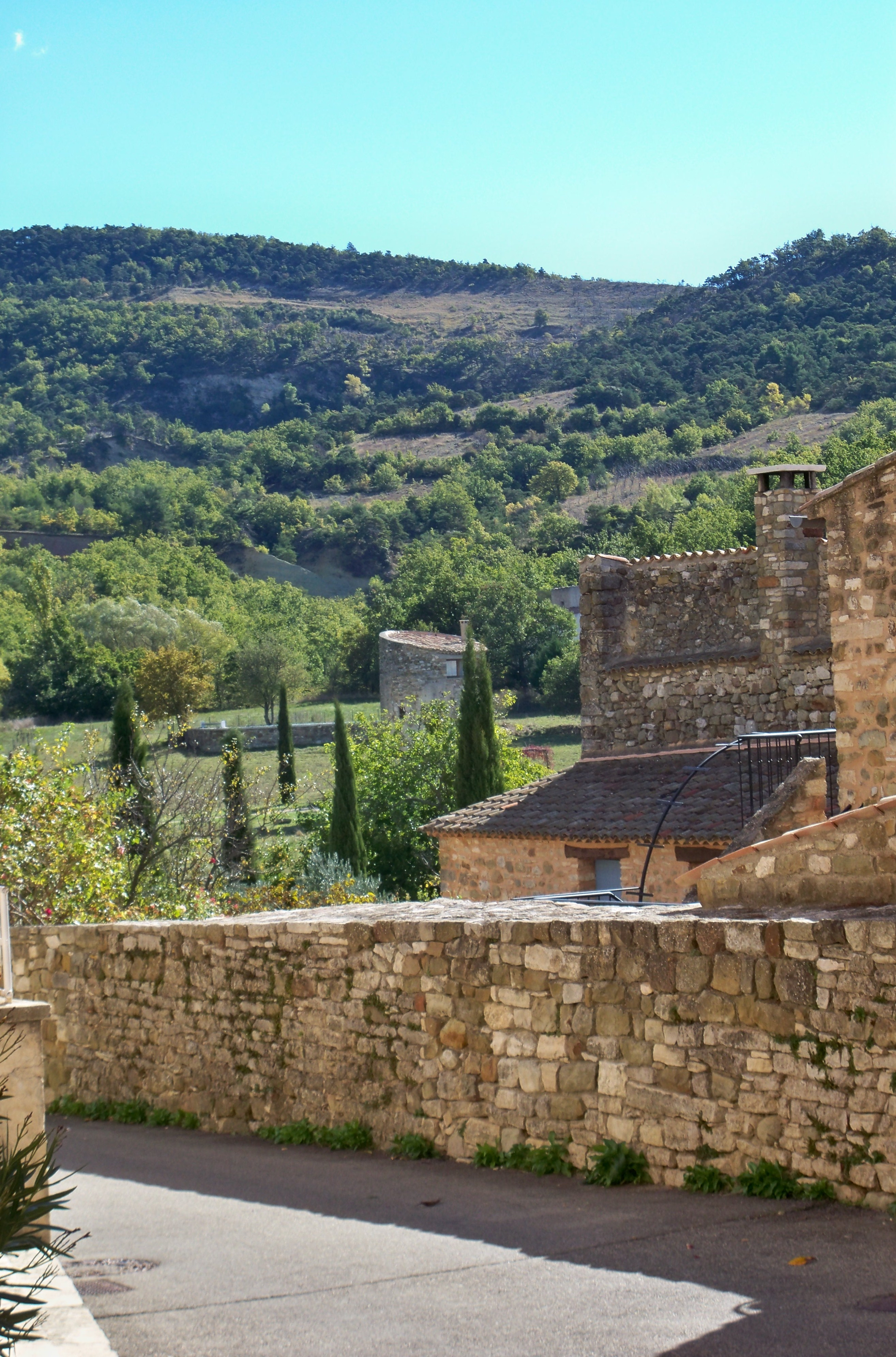
Ginhac
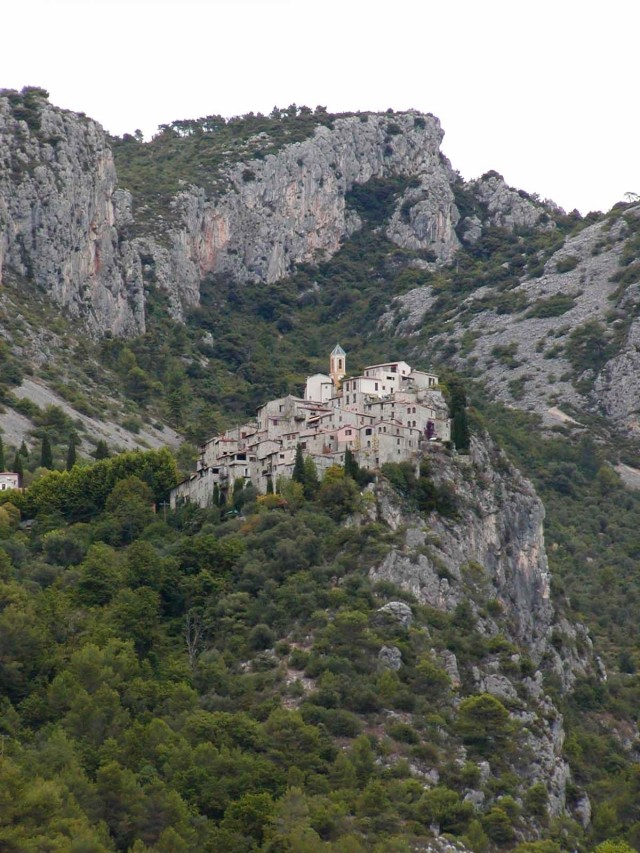
Pelhon

### Habitatge en cova

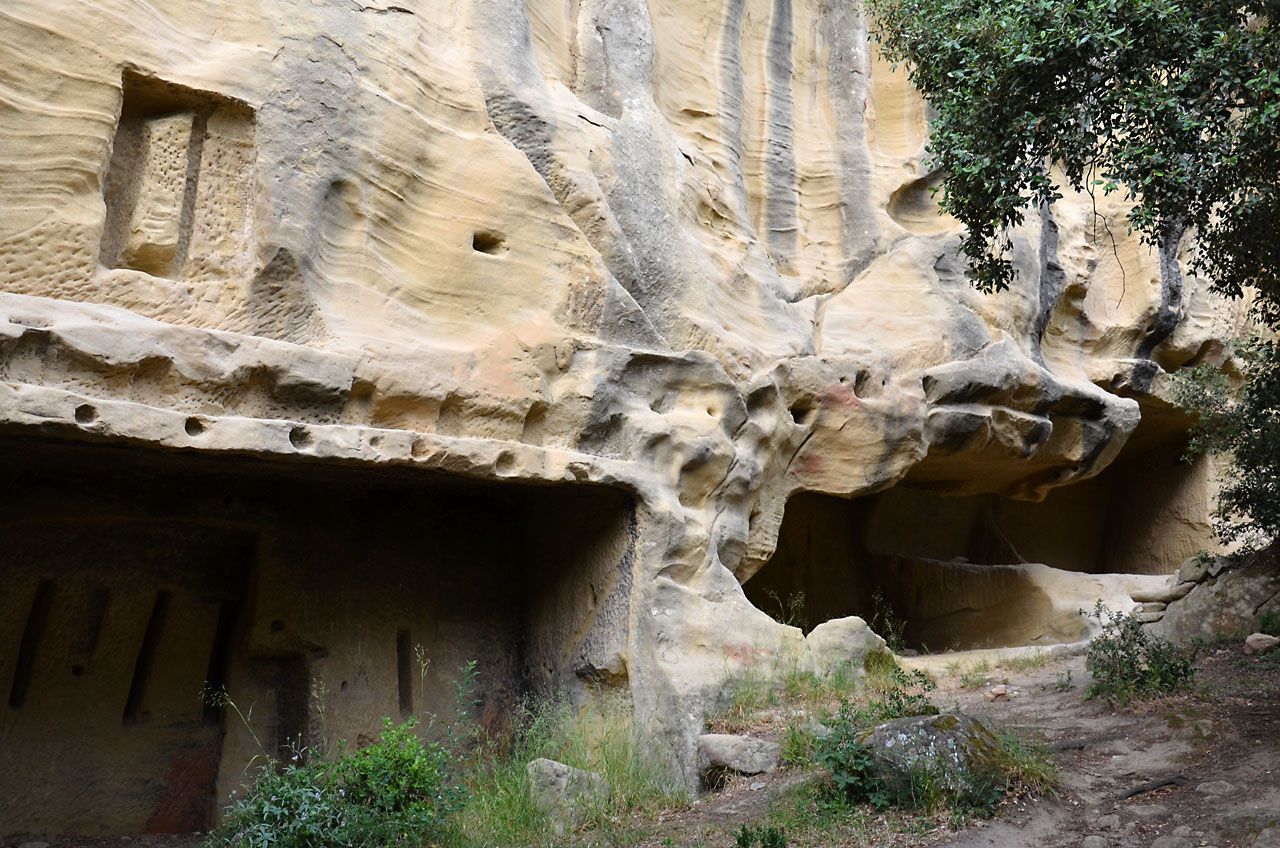
Hàbitats troglodítics de Calés, a Lamanon

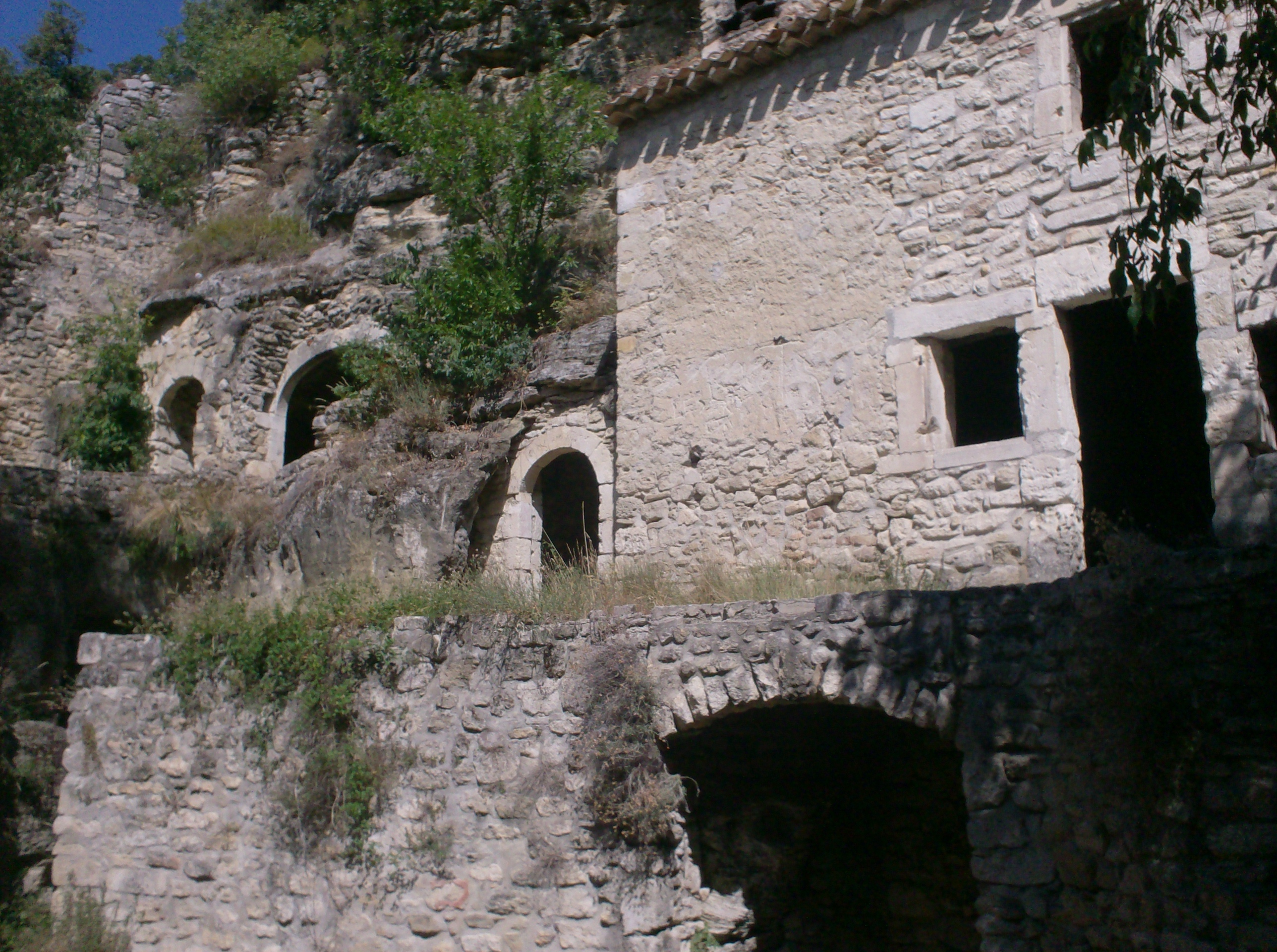
Poble troglodita de Barry a Bolena

El primer estudi sobre l'hàbitat troglodític a la Provença el va realitzar, entre el 1987 i el 1988, a petició del Ministeri de Cultura, Pierre-Yves Dautier, amb ajut del Parc Natural del Luberon.
L'inventari d'aquests jaciments li va permetre distingir dos tipus d'hàbitat. El primer correspon a l'excavació humana a les safres miocèniques d'abrics rocosos, destinades a cases i a camps de conreu. Els exemples més emblemàtics en són els de les coves de Calés, a Lamanon, habitades des de la prehistòria fins al segle xv, des del Bau de Sanch Amanç, que va créixer al 1615, els pobles de Barry i Cabrieras, fins a Bolena.

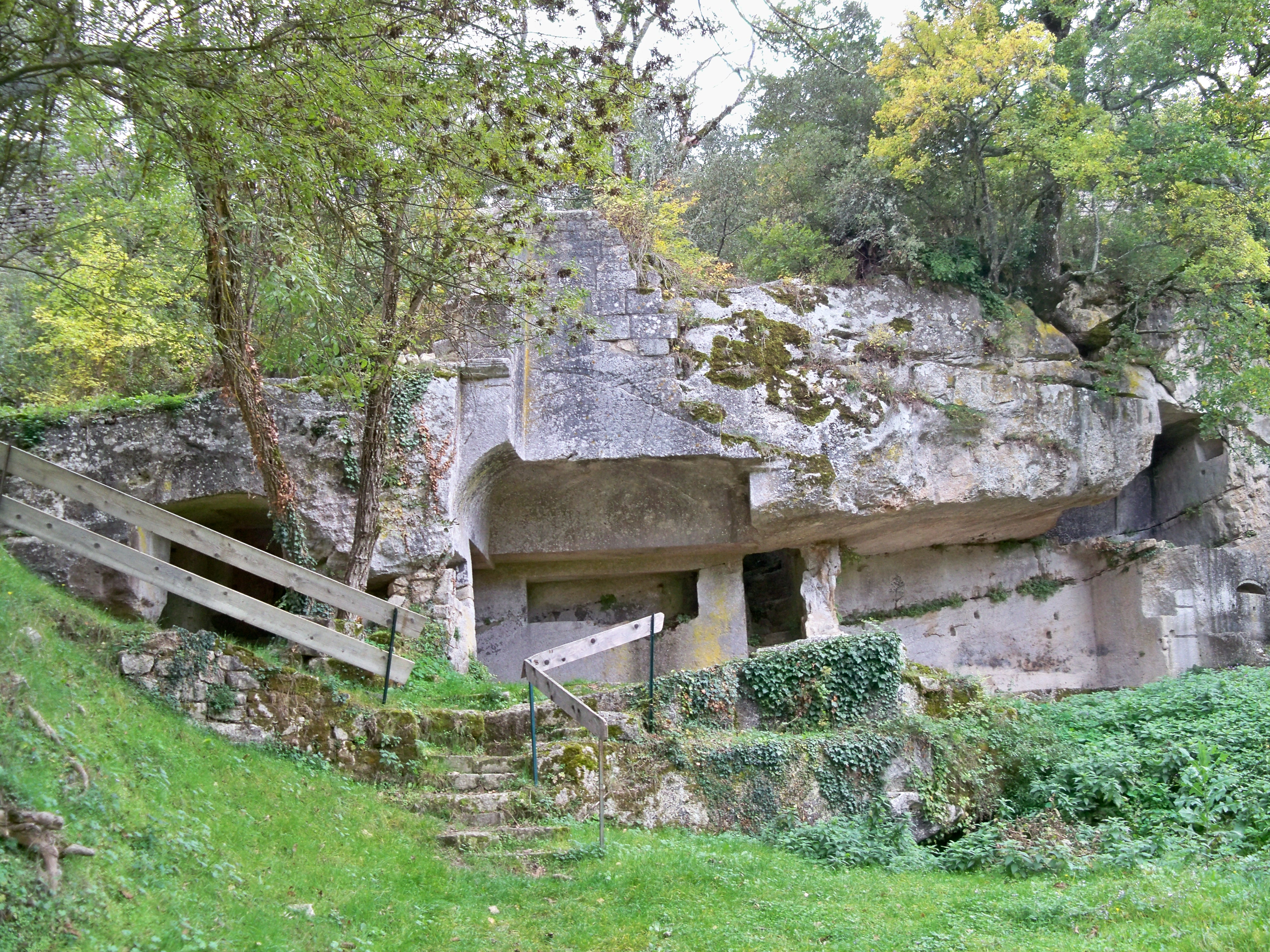
Traçat troglodita del priorat de Carluc

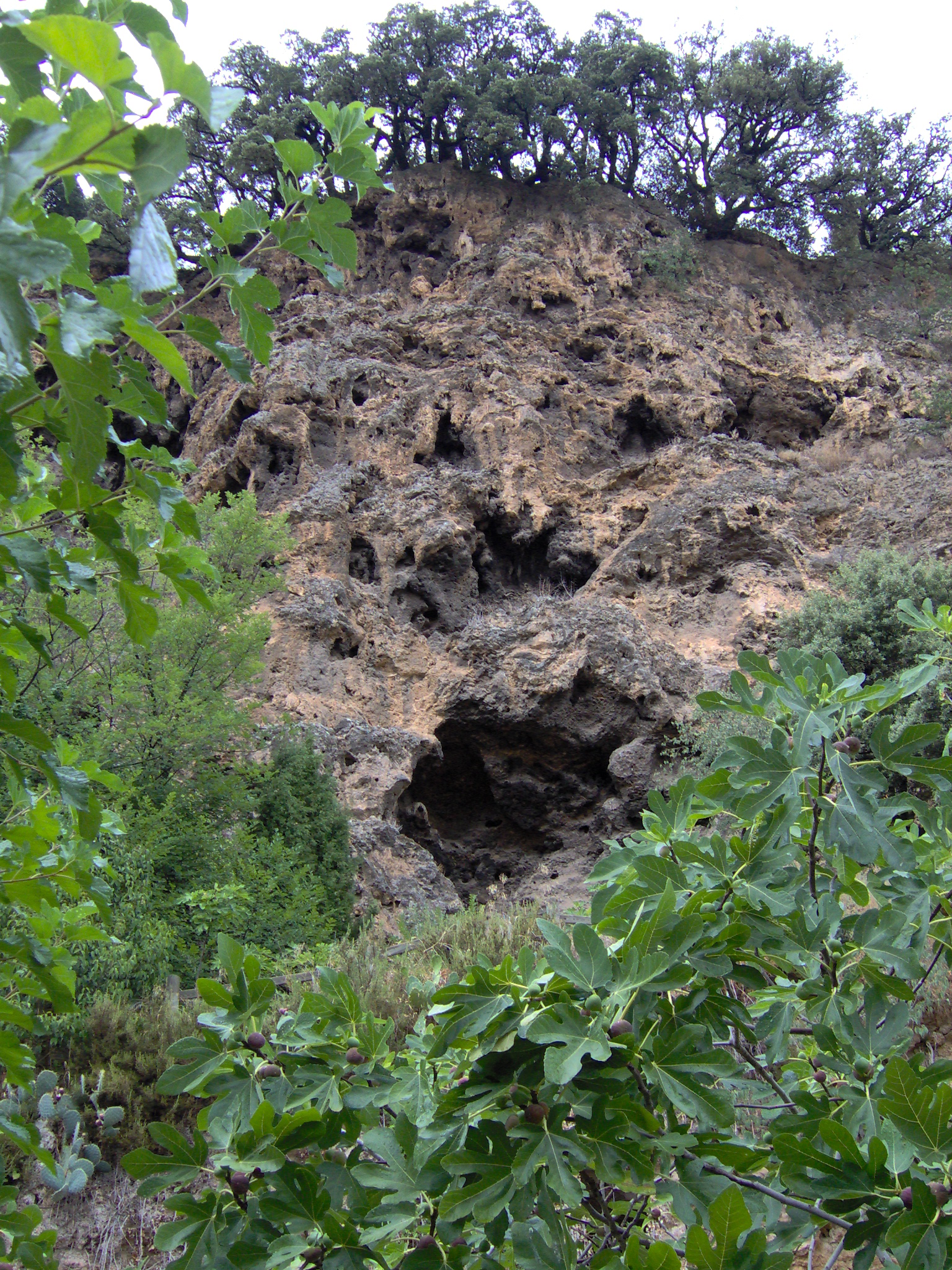
El Roquer de Cotinhac i les seues cases al cingle

La segona correspon a l'ocupació de coves naturals excavades per erosió a la pedra calcària urgònica i tancades en la façana per murs de pedra seca. Aquest ús, de vegades de llarga durada, estava més aviat lligat al pastoralisme i a la necessitat dels pastors d'acollir els ramats. A Valclusa, aquest hàbitat es troba sobretot a les valls dels Monts de Valclusa i del Luberon. A la Provença central i oriental, la memòria col·lectiva es reapropia de la presència humana a les coves de concreció atribuint-los a éssers mitològics per a les coves de les Fades, seguida d'una sacralització amb les Santes Balmes, quan no s'atribueix, amb un cert romanticisme, als roders de honor com Gaspard de Besse.
Als Alps de l'Alta Provença, s'han catalogat alguns jaciments remarcables com les ermites de Sant Maurin, a La Palú i Sant Pons, a Valbelle, la Cova de brigands, a Quinçon, el priorat de Carluc, a Ceirèsta, i els dos coberts de Lurs, al Forcalquer.
Per a les Boques del Roine, a més a més dels dos jaciments esmentats de Calès i Sench Amaci, els hàbitats de l'altiplà de Sainte-Croix, per sobre de Selon, els de Manivert, a prop de Lambesc, les ermites d'Aurons i les Aygalades, al nord de Marsella. A Baus, a més a més de l'hàbitat, hi ha altres dues estructures excavades a la roca, amb un colomar dins una cova i una superfície de llosa acanalada per a recollir l'aigua de pluja.
Al Var, cal destacar dues Santes Balmes, la de Lo Plan d'Aups i la de Sant Rafèu, la Casa de les Fades a Cabassa, El Vell Molí de Tranç i el Nimfeu del convent carmelita de Barjòus.
Per a Valclusa, on els jaciments es concentren i diversifiquen, hi ha Bolena, amb les seues dues caseries en coves, antics pobles medievals. En el primer, a Cabrieras, on l'hàbitat està completament arruïnat per solsides, el desenvolupament se'n va fer excavant el safre conegut com a Sant Restit, als peus del castre. El segon, Barry, va estar habitat fins al segle XVIII. Les seues façanes, de pedra seca, protegeixen un traçat complet excavat íntegrament a la roca (cuina, llar de foc, pila d'aigüeres, alcoves, estable, bastidor, traster, cisterna, etc.).

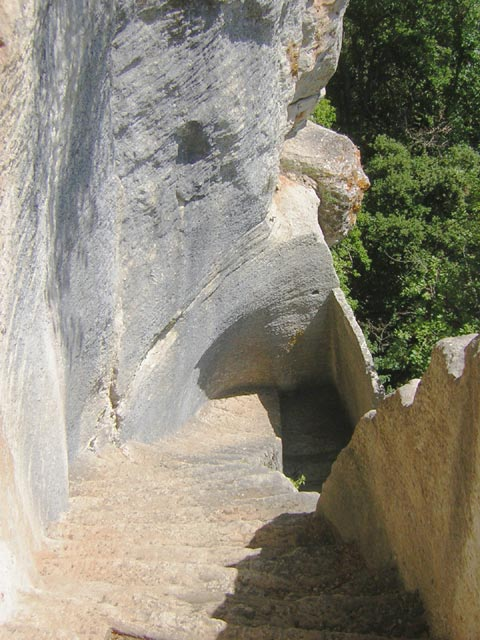
Escala amagada excavada a la roca a Buòus

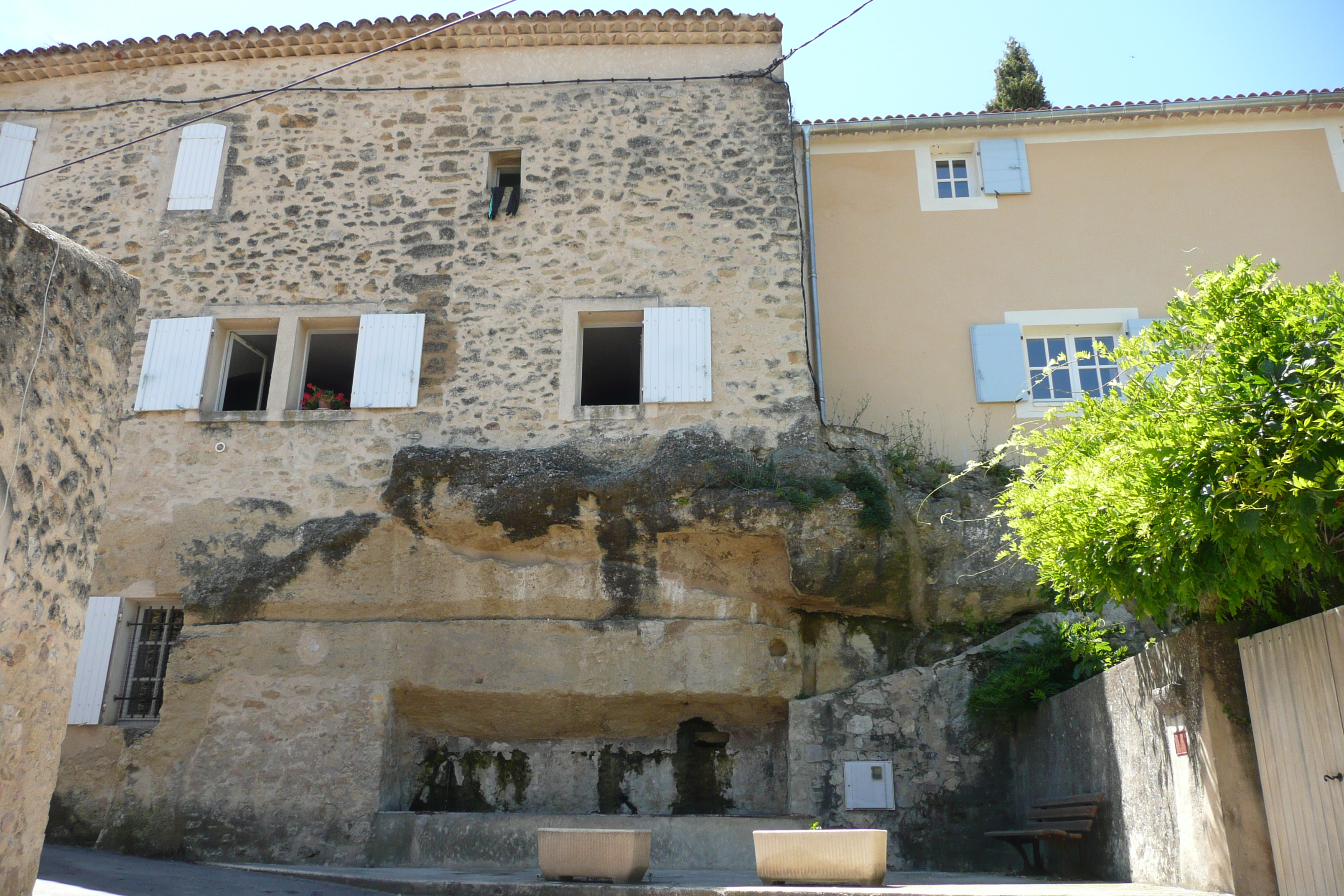
Safareig de roques a Cabrieras d'Egues

Després ve la vall baixa del Durance on, als penya-segats meridionals del Luberon, hi ha els jaciments de Jas de Puègvèrd, i Cabrieras d'Egues amb aigüera i rentador.  Al cor del massís del Luberon, la vall de l'Aigue Brun, hi ha el cingle del Molí Clos, on hi hagué, a partir segle v, cel·les ermitanes per als monjos cassians de Sant Víctor de Marsella i el fort de Buòus, part del qual està excavat a la roca; les bastides de Beaumes i Cantavella així com el llogaret d'Aiguiera a Sivèrgas. A la vall del Calavon, destaquen tres castells de la regió d'Apt, una gran part de la infraestructura dels quals és dins de la roca. Es tracta del Castell de Milles, el de Roquefure i el Roquer dels Druides que, malgrat el seu nom, és un fort medieval dissenyat per acollir tropes i genets.
Les muntanyes de Valclusa es distingeixen per la seua riquesa, amb la vall de Tapy i la balma de Marcousy (hàbitat i tina de vi de roca) a Saumana, el barranc de Fraischamp, entre Lo Baucet i La Ròca de Pèrnas, on encara hi ha un ramat troglodític; Blauvac i el seu llogaret de Bouquet, que va tenir escola pública fins a la Primera Guerra Mundial. També són rics Venasca i el seu jaciment de Caroufa, així com la vall de Senancola a Gòrda, on les cases rupestres, i molins d'oli, es freguen amb tines de vin a la roca. Finalment, les Combes de Bonius i el Vallon des Baumians de Cabrieras d'Egues, així com el de Côtebrune, entren en el mateix marc, per la idèntica disposició en abrics, malgrat la seua distància de Lo Vilar.

### Casa alta

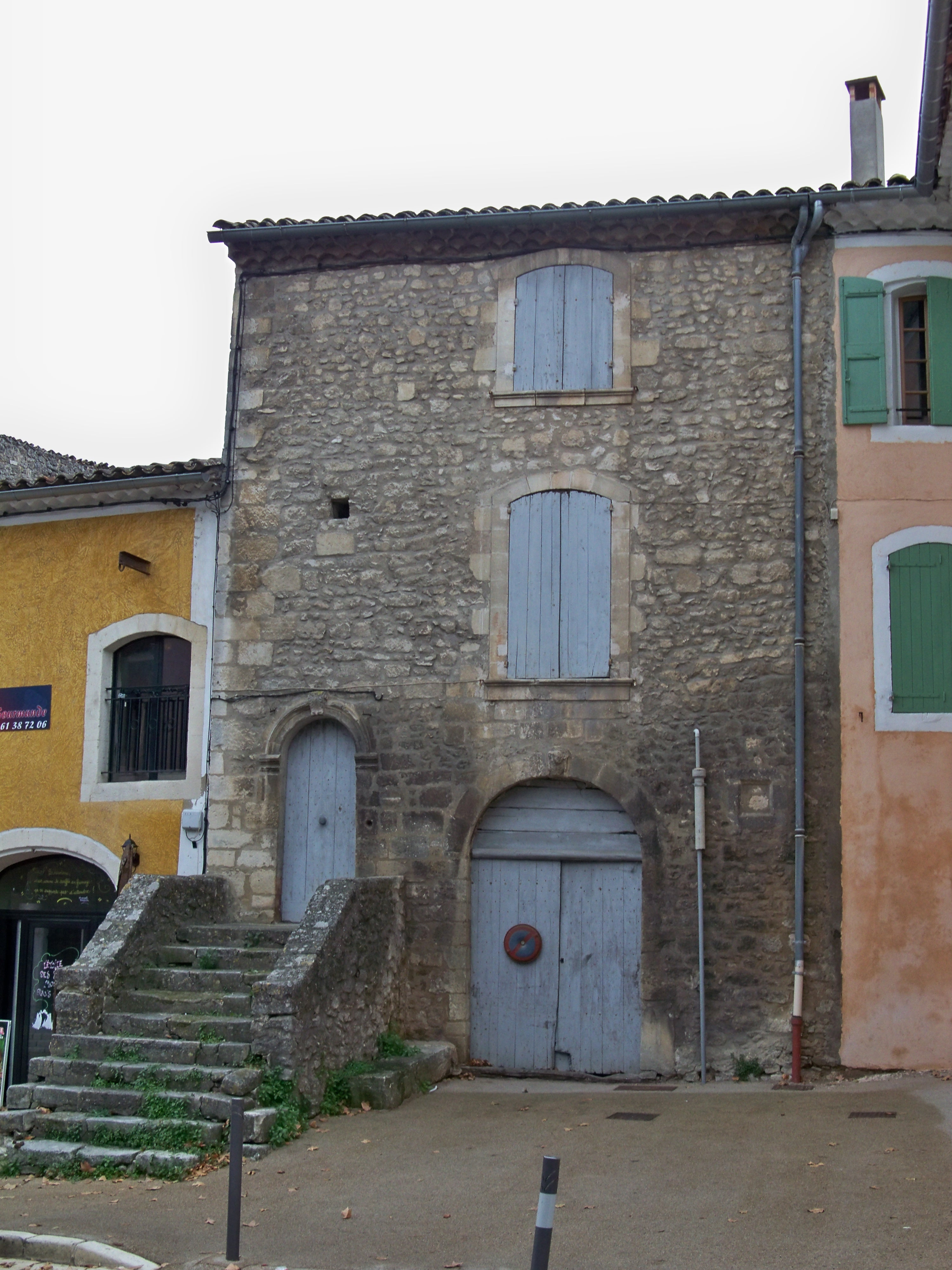
Al Carrer Major de Ceirèsta, antiga casa amb façana del amb el seu pontí

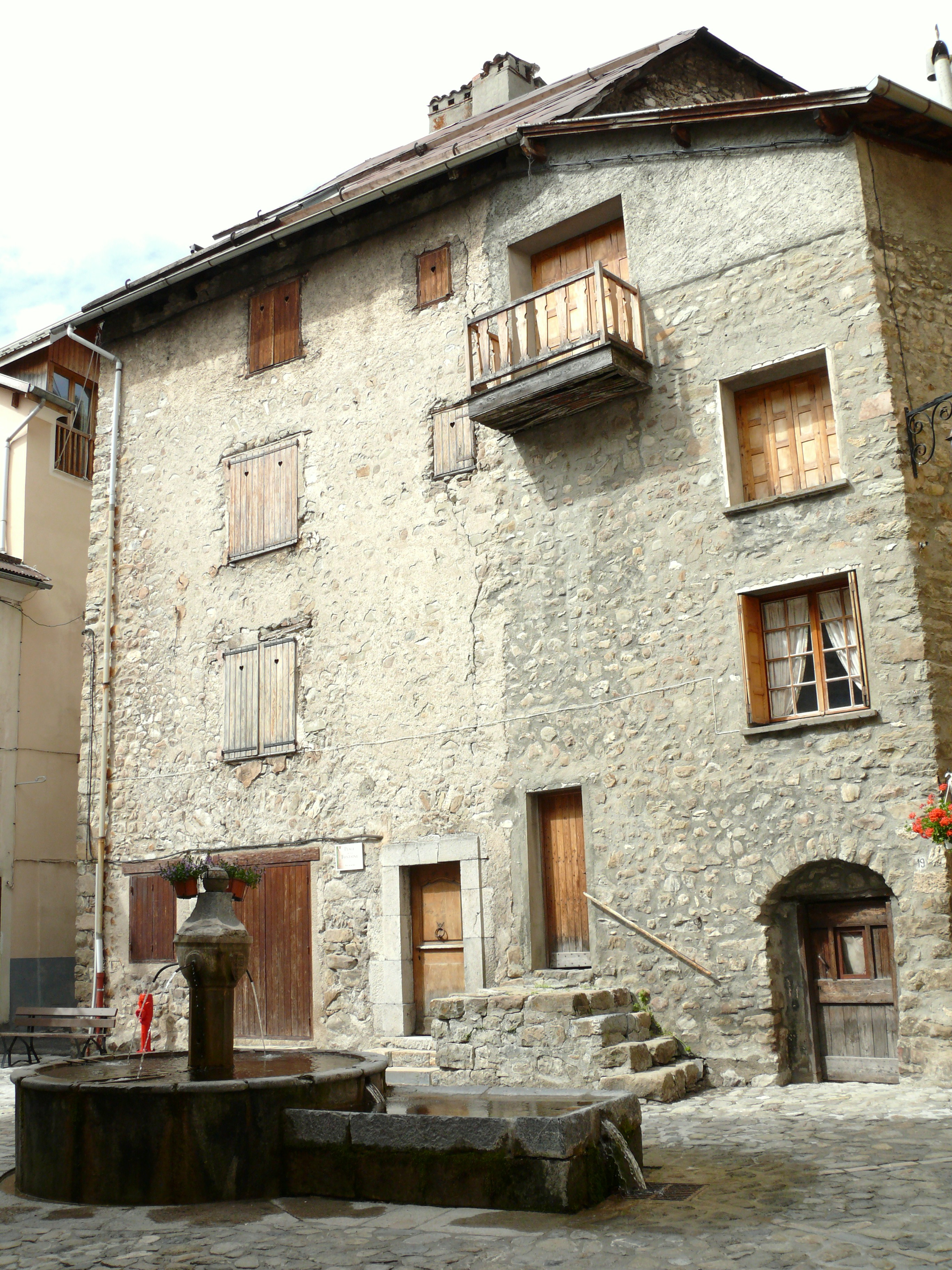
A Cormarç, a la dreta, una casa alta amb les dues entrades independents i el balcó, a l'esquerra. L'estable de la planta baixa s'ha transformat en garatge

Fernand Benoit explica que «la seua originalitat consisteix a col·locar els animals a baix, i les persones a dalt». Aquest tipus d'habitatge, que es troba sobretot als pobles, se superposa sota un mateix sostre, seguint una tradició mediterrània: l'allotjament dels humans i el dels animals. La casa alta se subdivideix en una coberta estable a la planta baixa, allotjament en una o dues plantes, i golfes. Era la mena de casa per als pagesos que només tenien una mica de bestiar per allotjar, i és impossible en uns locals tan exigus acollir cavalls.
Es troba hui a les serralades de l'oest de la Provença, incloses les valls alpines de Bleona i Alt Verdon, a la Muntanya de Lura, on és comú a Banon, Cruis, Sant Estève i Sigonça.

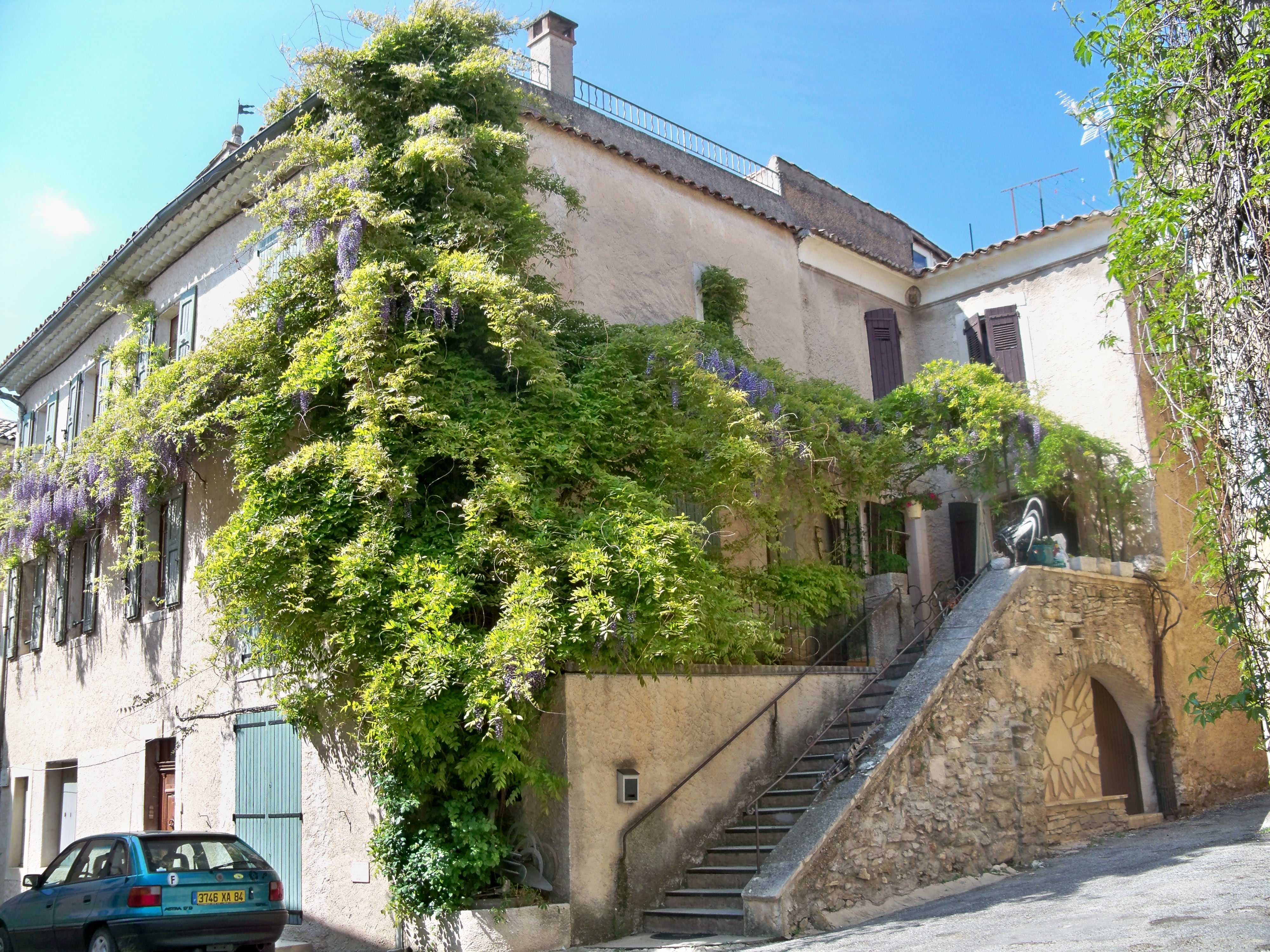
Casa alta a Sant Estève, que té un pontí, a la dreta l'antiga entrada del bestiar s'ha transformat en magatzem (estructura medieval típica), el bestiar entrava per la porta de l'esquerra (ara un garatge), sota el fullatge es veu la finestra de les golfes per on s'hissava el farratge, i dalt la terrassa

Aquestes cases daten majoritàriament del segle xvi, període en què les guerres de religió obligaven a refugiar-se en les fortificacions dels pobles. Acabades aquestes, hi hagué un moviment per establir-se als afores de l'aglomeració, en "cases a terra», més capaces d'acollir edificis annexos.
Aquesta mena d'habitatge, que aplega persones i animals al poble, només podia romandre prohibint-se qualsevol ampliació excepte en alçada. Per tant, la seua arquitectura és característica: façana estreta amb una o dues finestres, i una alçada no superior a quatre o cinc plantes, inclòs l'àtic amb la politja exterior per a pujar el farratge. Ara, les úniques transformacions possibles, ja que aquestes cases han perdut la condició agrícola, són instal·lar un garatge a la planta baixa i crear noves cambres a l'andana. Per als que han estat restaurats amb respecte, es pot accedir a la planta d'estar per una escala adossada a la façana (pontí).
La presència d'una terrassa o balcó hi era una constant. La terrassa s'emprava sobretot per assecar fruites i verdures penjades d'un filferro. Podia albergar un enreixat que cobria una pèrgola, o formar una loggia, amb columnes que sostenien un tendal cobert de rajoles.

## Hàbitat dispers

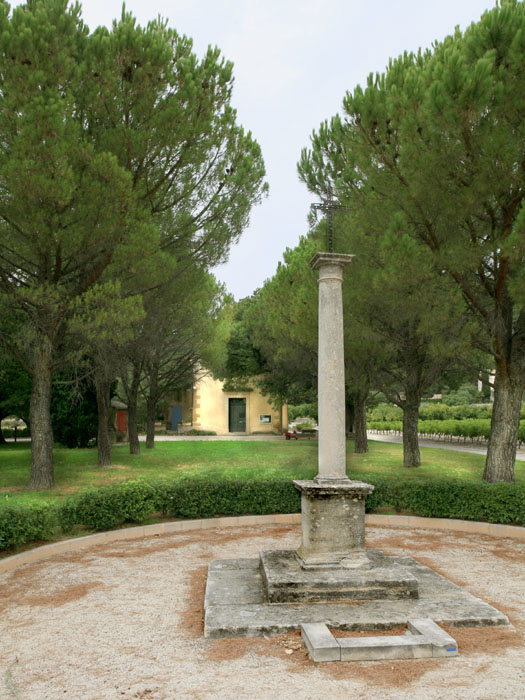
A Sant Ipolite lo Graveiron, on no hi ha cap poble, una columna que marca el centre d'aquesta comuna amb habitatges dispersos

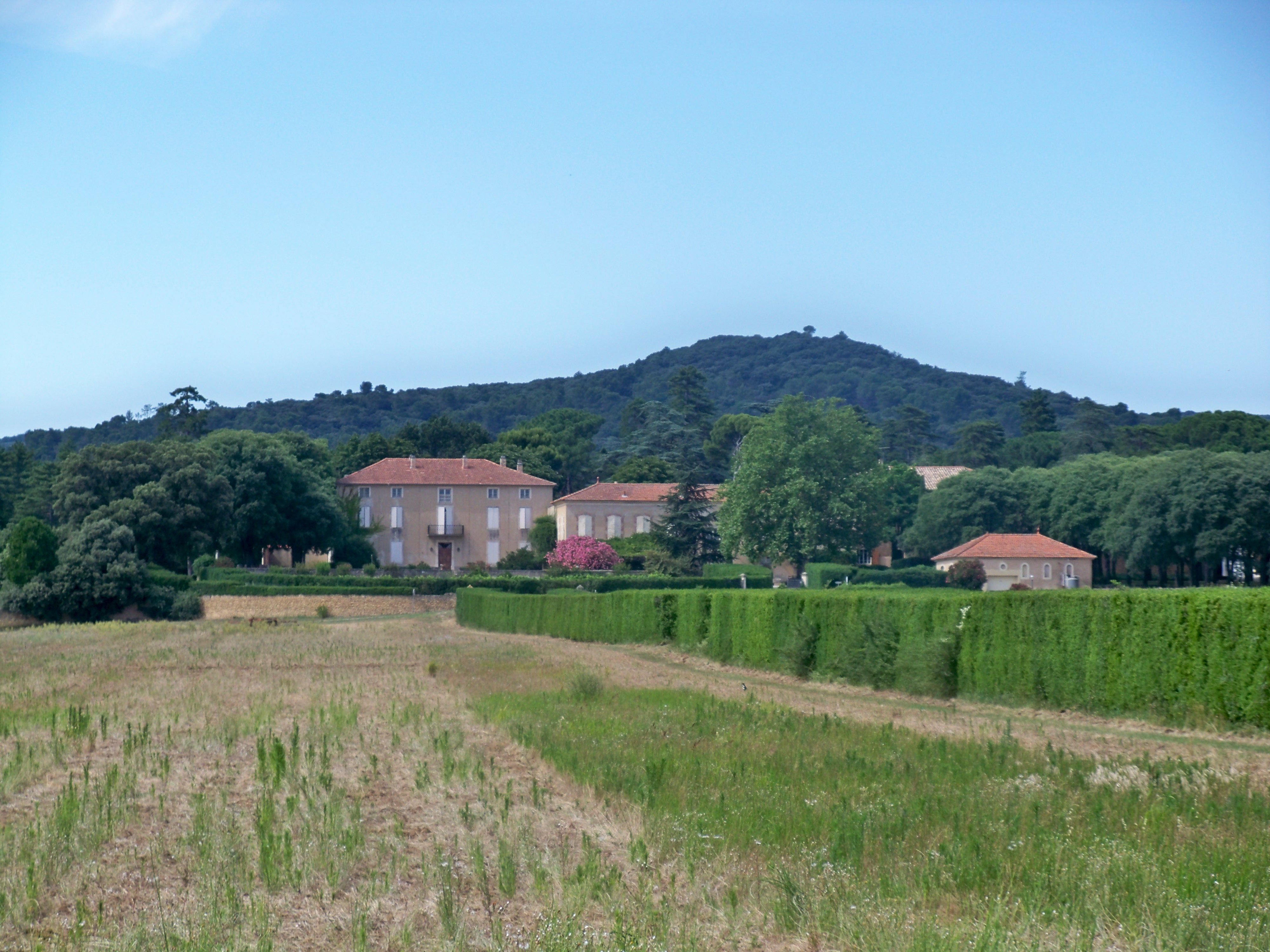
Gran propietat a Uchau, amb agricultura mixta

L'hàbitat dispers es troba sobretot a les terres fèrtils de les valls del Roine i el Durance. Correspon a la plana d'Arle, inclosa la Camarga, amb grans latifundis amb terres contigües, especialitzades en el conreu de cereals i ramaderia amb vastes pastures. Altres llocs, la plana horta del Comtat Venaissí i la regió de la Barceloneta, on l'aigua és abundant a la vall.
A l'àrea d'Arle, aquestes cases s'anomenen masos, que prové del llatí mansus, que designava les terres cultivades per una família. Aquest nom també s'utilitza a la riba dreta del Roine, als departaments del Gard així com a la part oriental d'Erau. Un mas aplega la casa del propietari i les dels seus pagesos. A la Crau, està envoltada de grans extensions on pasturen ramats d'ovelles durant l'hivern.
Altres noms designen aquest tipus d'hàbitat a la resta de la Provença: en una vasta àrea geogràfica que va d'Ais de Provença a Grassa, limitada al nord pel Durance i al sud per la costa mediterrània, s'anomena bastida. Aquesta casa sol datar del s. XVII. El Comtat Venaissin utilitza la paraula pallissa, que és comú al veí Daufin. Una explotació agrícola més petita rep el terme occità granjoun (petit graner).
Fernand Benoit destaca que aquesta casa ha allargat mil·lennis l'època de la colonització romana: «Les grans masies del delta ocupen el lloc de les vil·les repartides al llarg dels antics braços del Roine que ara estan bloquejats.» Després d'indicar que hi ha una concordança perfecta entre el vestit d'Arle per a dones i aquesta zona geogràfica del delta del Roine que es remunta a Avinyó, especifica que des de mitjan segle xx, la substitució del monocultiu pel policultiu modificà l'hàbitat en el seu paper agrícola i social. Això, però, es manté, de manera més general, en el marc del que ell anomena habitatge en bloc, és a dir, una casa en què l'habitatge residencial i les dependències agrícoles romanen agrupades sota la mateixa teulada.
Per tant, s'oposa a la "casa de pati», una mena d'habitatge molt rar a la Provença, en què els diferents edificis es disposen al voltant d'un gran pati, tancat o obert a la façana.

### Casa en terra

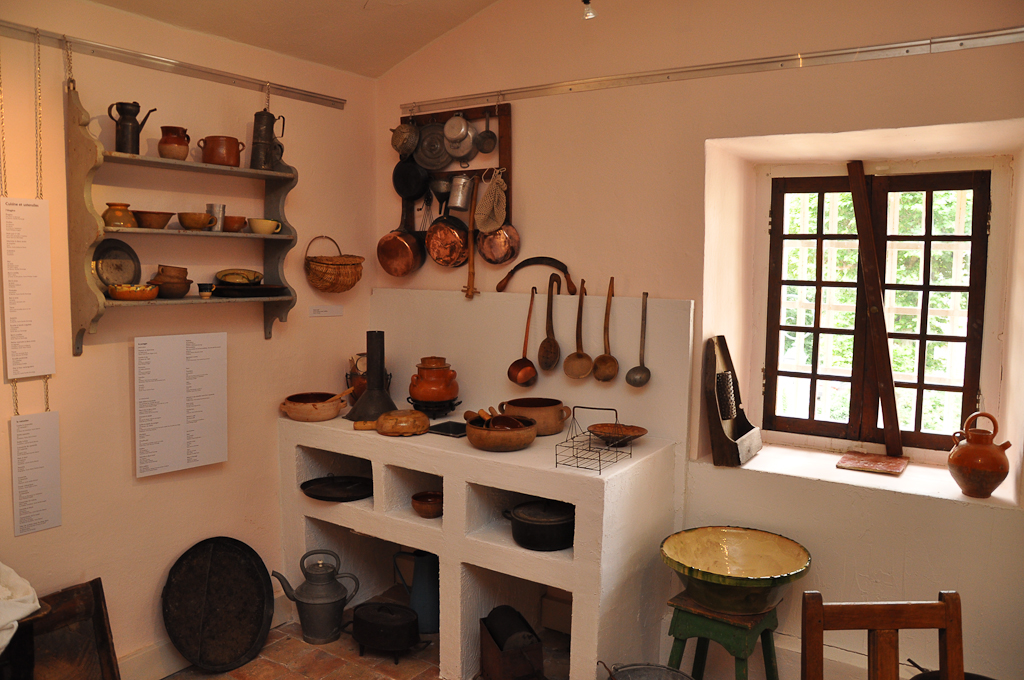
Interior d'una antiga cuina a l'Alta Provença

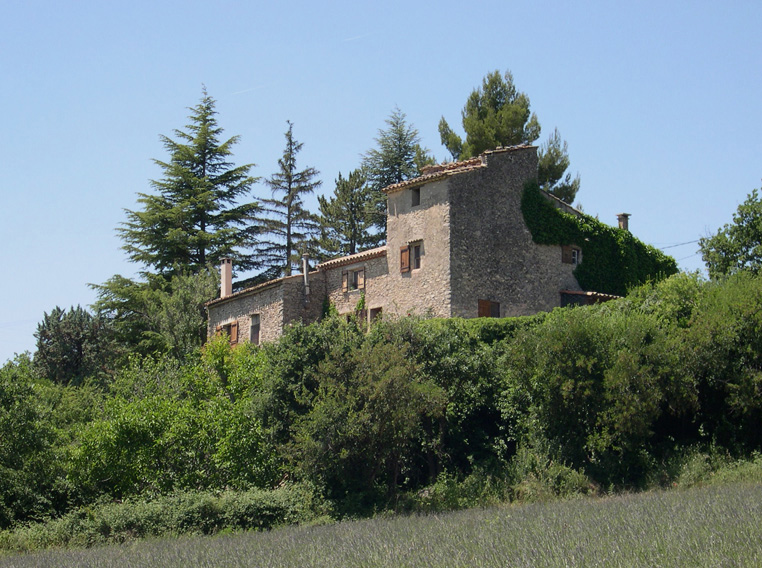
Prop de Viènç, mas de finals del XVIII, i el colomar, exemple clàssic de casa en terra

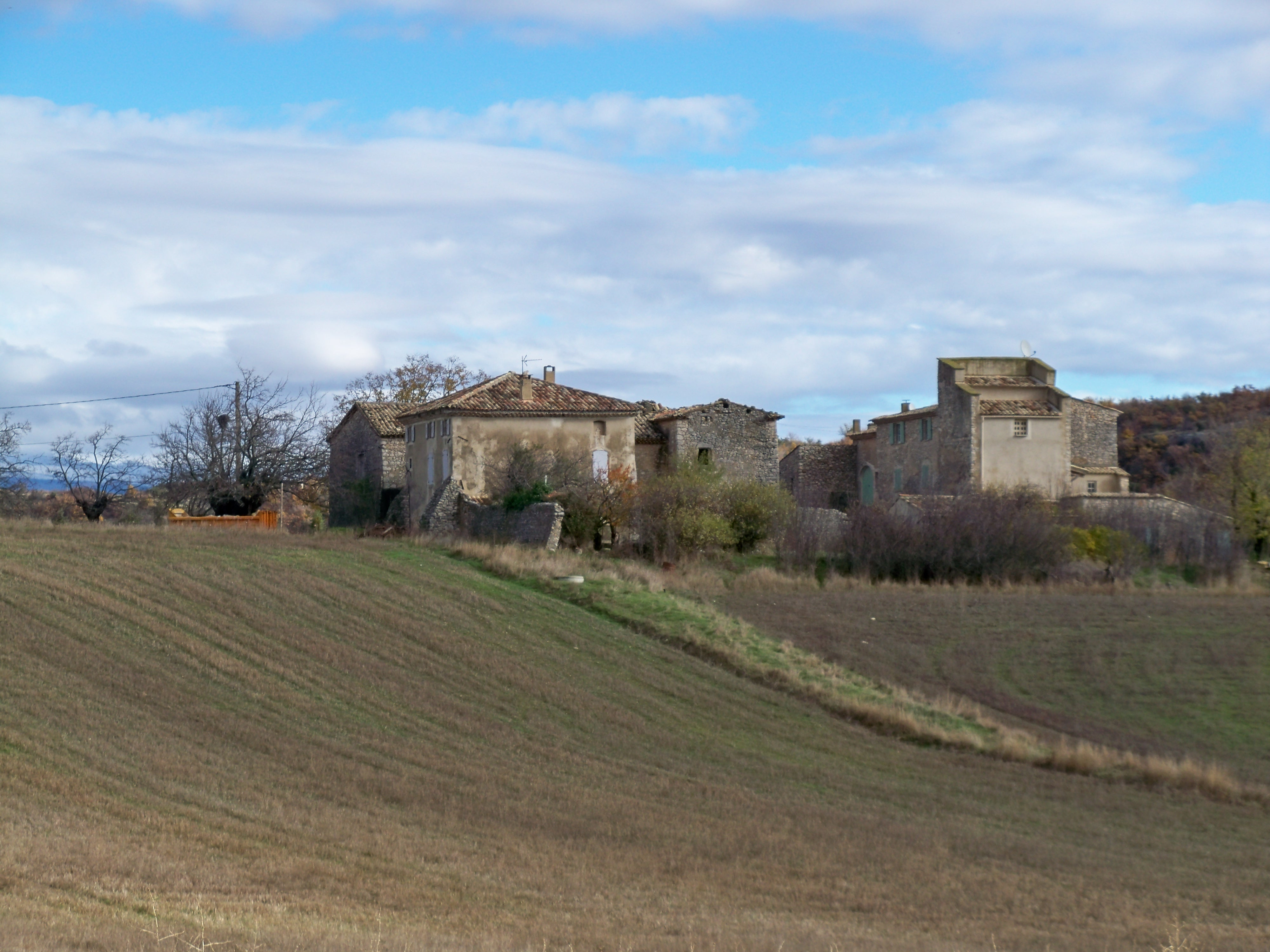
Casa en terra a Sumiana amb colomar

Compartimentada longitudinalment, aquesta mena de casa representa un estadi d'evolució més avançat que la de "casa alta". És característica de l'hàbitat dispers que hi ha a la vall baixa del Roine, a la del Durance i en alguna vall propera com la de Calavon. És l'habitatge tradicional dels territoris de "cultura rica».
Aquest tipus de casa es divideix en dues parts a la llarga molt diferenciades. La planta baixa, l'ocupa una sala comuna en què es troba la cuina. Sol haver-hi un celler a la part posterior amb la reserva de vi, i un dormitori. Un estret corredor, que dona accés al pis de dalt, separa aquest conjunt de la segona part, reservada als animals. Es tracta normalment d'un cobert que es pot utilitzar com a estable. El primer pis està reservat per als dormitoris i el paller.
A aquest conjunt s'afegeixen annexos. Un dels principals era la torre del colomar; també es podia ampliar amb una porquera, un coniller, un galliner i un ramat.
Tot i que cap casa alta tenia lavabo, fins i tot a la ciutat, la casa en terra va permetre instal·lar aquests serveis fora de casa. Fins a mitjan segle xx, era un simple abric fet de taules cobertes de canyes l'evacuació del qual es feia directament sobre el femer.
Es va estendre la construcció d'aquest conjunt al llarg del temps, no n'hi havia un disseny arquitectònic preestablert. Cada masover actuava segons les seues necessitats. Això ens permet veure hui l'heterogeneïtat de cada grup, en què les teulades de cada casa se solen superposar en un gradient.

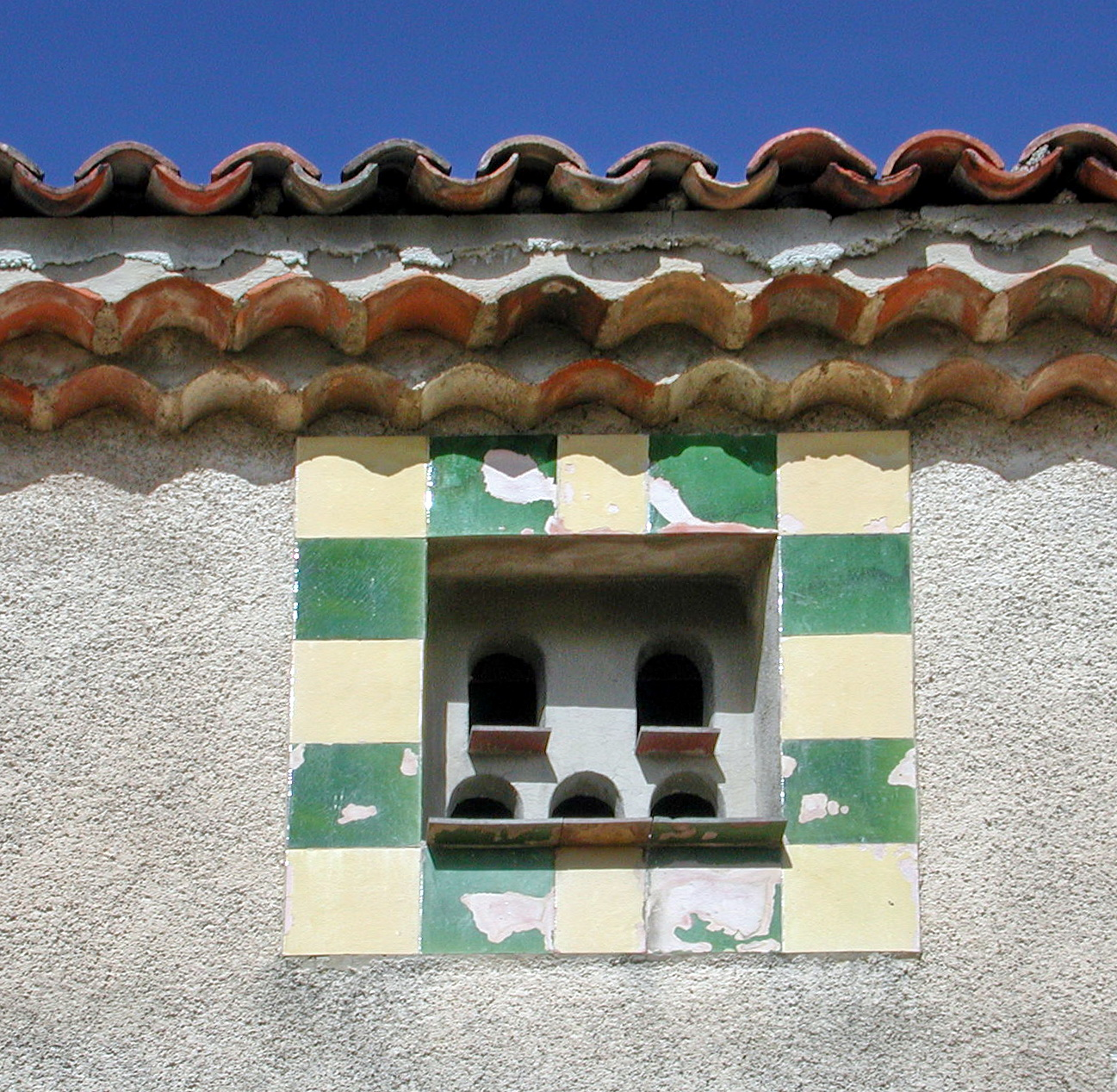
A Monts, al Château d'Esclapon-Bas, rajoles vidriades que protegeixen l'entrada del colomar dels rosegadors

Cada casa també es va personalitzar per la distribució exterior. N'hi havia, però, dues constants. La primera era la necessitat d'un enreixat per protegir-ne l'entrada, i filtrava els raigs del sol a l'estiu, i a la tardor la manca de fulles permetia més llum a la sala comuna. El segon era el pou sempre situat a prop. O bé estava cobert per una construcció de pedra seca amb mènsules que es tancava amb una porta de fusta, o bé per dos pilars que sostenien una llinda on s'acoblava una politja que permetia baixar un poal. El subministrament d'aigua se solia complementar amb una cisterna que recollia l'aigua de pluja de la teulada.

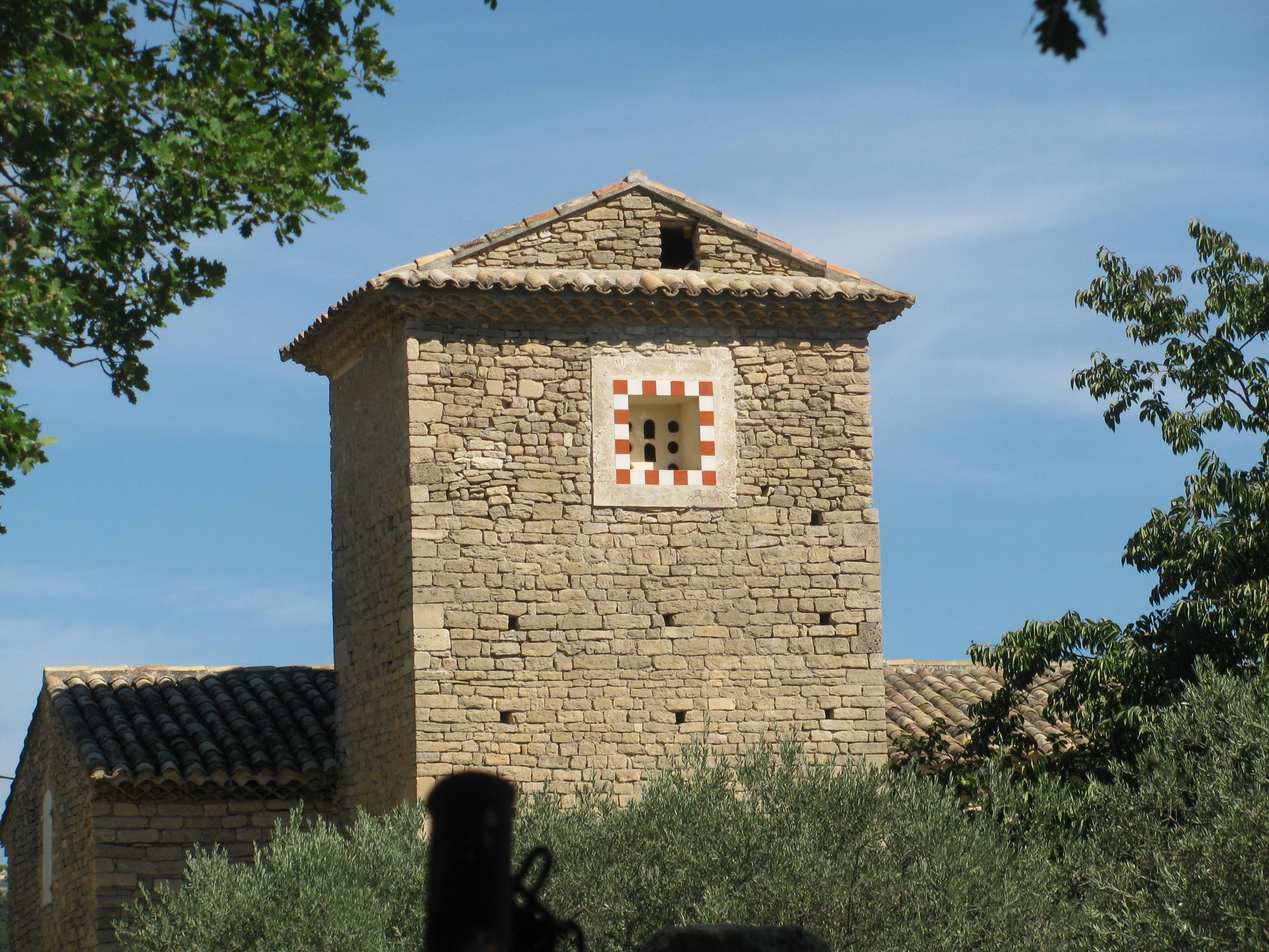
Colomar del priorat de Saint-Germain a Faucon

El colomar es va convertir, després de la Revolució francesa, en la part emblemàtica d'aquest tipus de cases, perquè la seua construcció significava la fi dels drets senyorials, perquè fins aleshores s'havien reservat només a les cases nobles. S'adossava a la casa o podia ser independent. Sempre d'una mida considerable, ja que havia d'ennoblir l'hàbitat, s'alçava en dues plantes, la darrera reservada als coloms. Per protegir-los d'una invasió de rosegadors, l'accés estava sempre protegit amb rajoles vidriades (zelliges).

### Casa amb pati

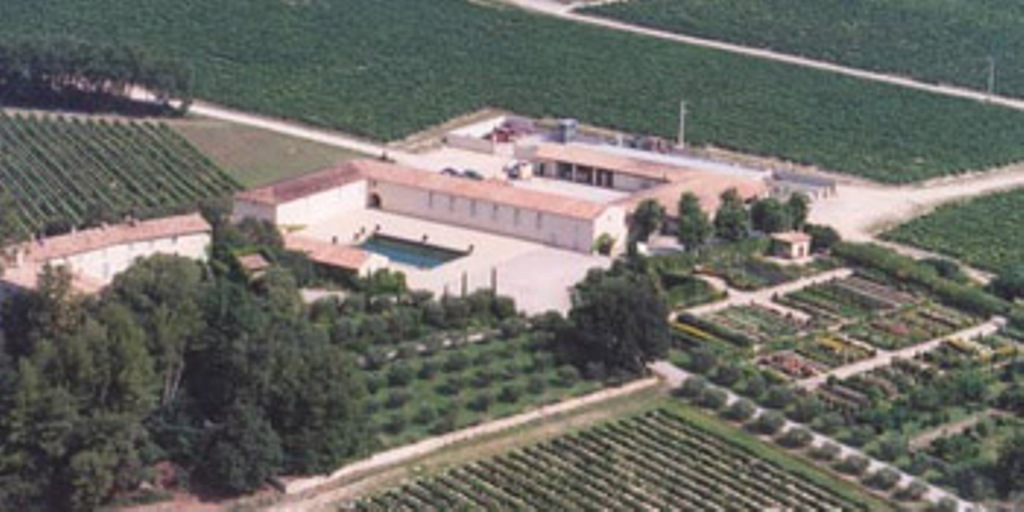
Château de Val Joanis, a Pertús, exemple de casa amb un pati obert a la façana

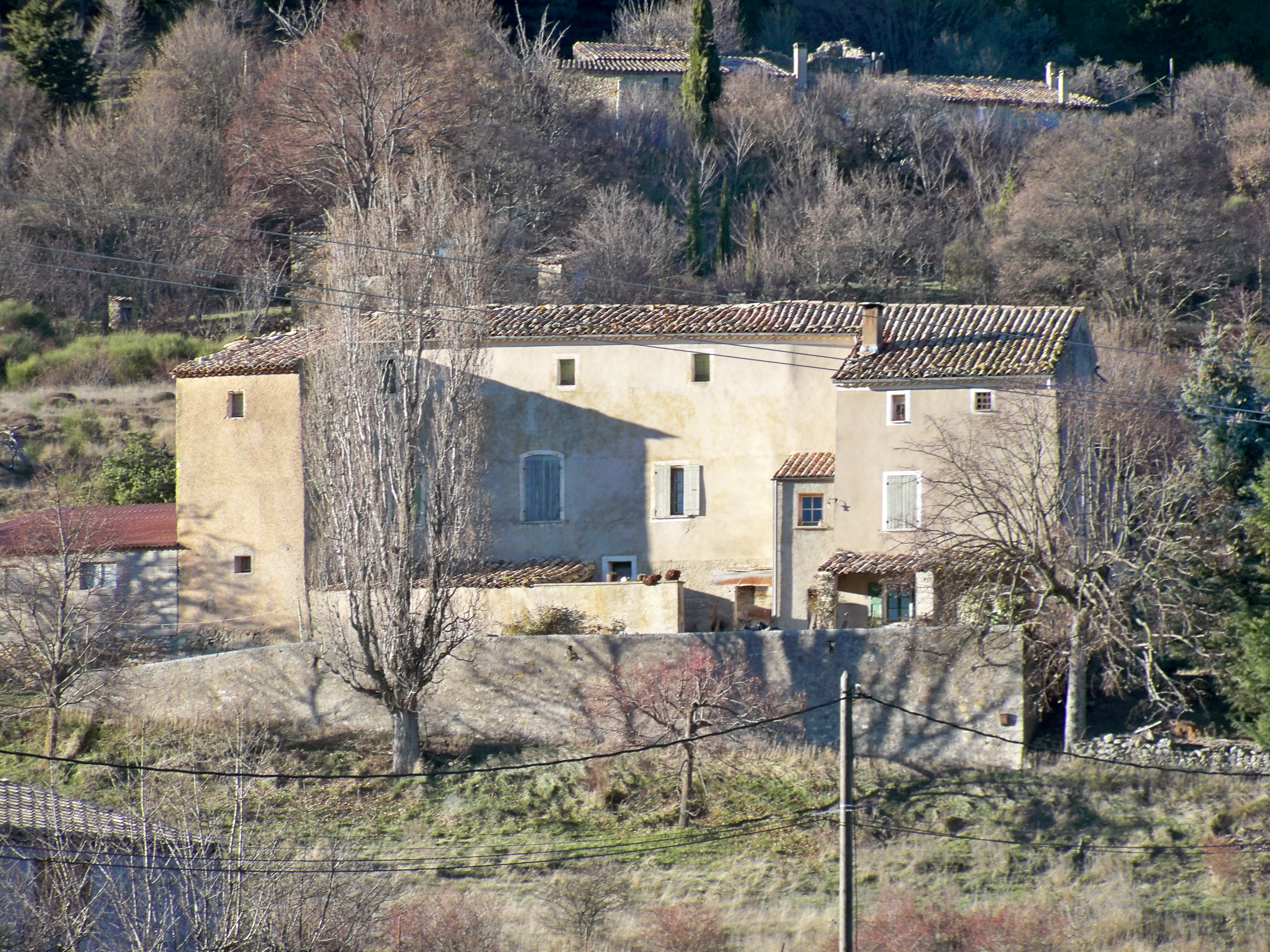
A Aurèu, casa amb pati al poble de Crottas

Aquest tipus d'habitatge està format per dependències disposades al voltant d'un pati central. Aquest conjunt és característic de les grans finques de cereals i sovint sembla un castell amb muralles flanquejades per talaies i garites. Està adaptat a la vida agrícola, en què el clima no requereix un graner per a emmagatzemar el blat abans de batre. En aquest model cultural, els grans es porten a un cobert en bosses mentre els segadors alcen les piles de palla. Només s'hi portava el farratge.
Aquesta estructura agrària, rara a la Provença, només es troba a la plana d'Arle, al Luberon, a la vall del Durance, amb una concentració a prop de Manòsca, a l'àrea d'Ais i la regió de Maures.

### Casa torre

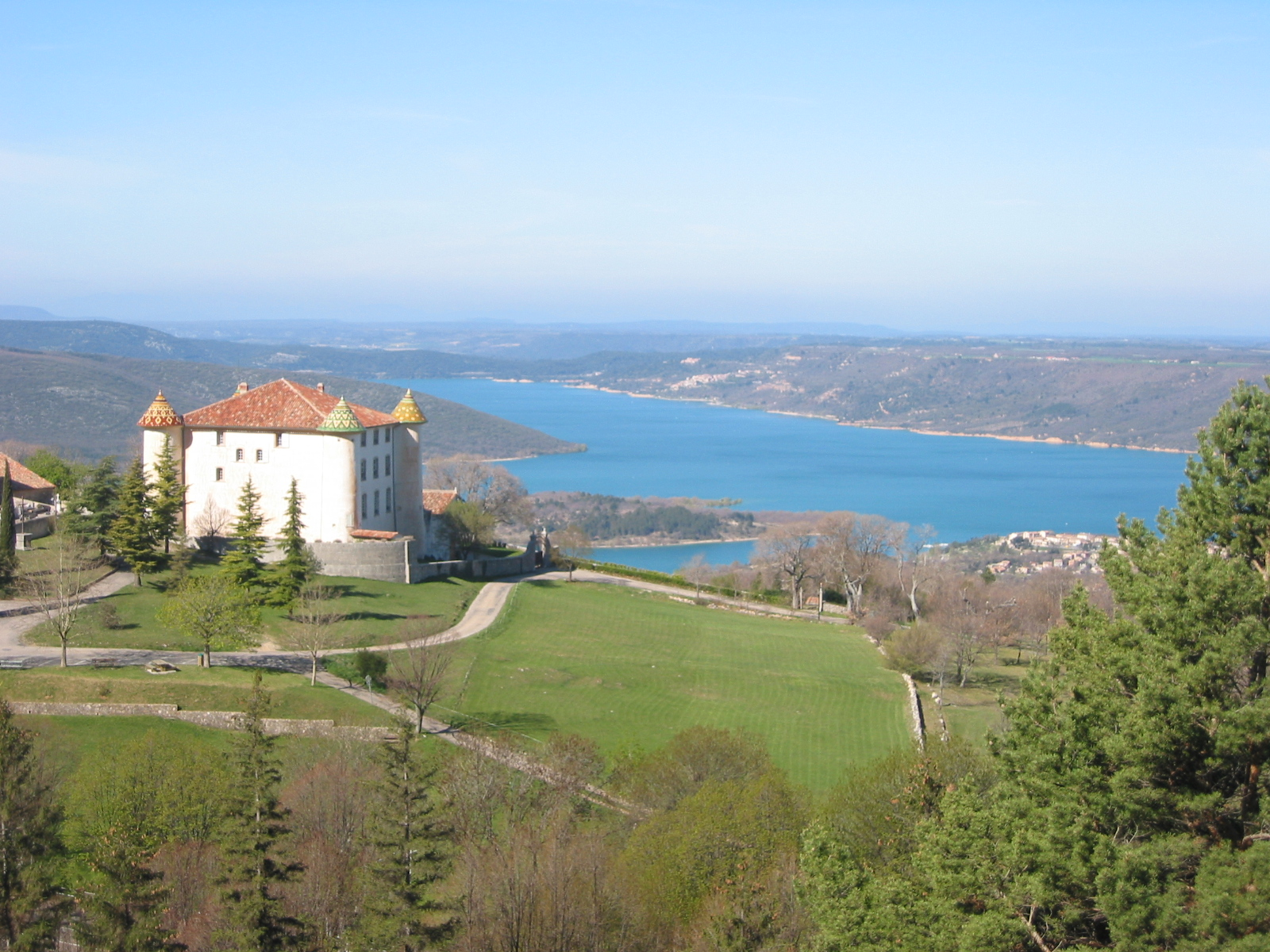
Castell d'Aiguina, casa amb quatre torres amb vistes al llac de Santa Creu

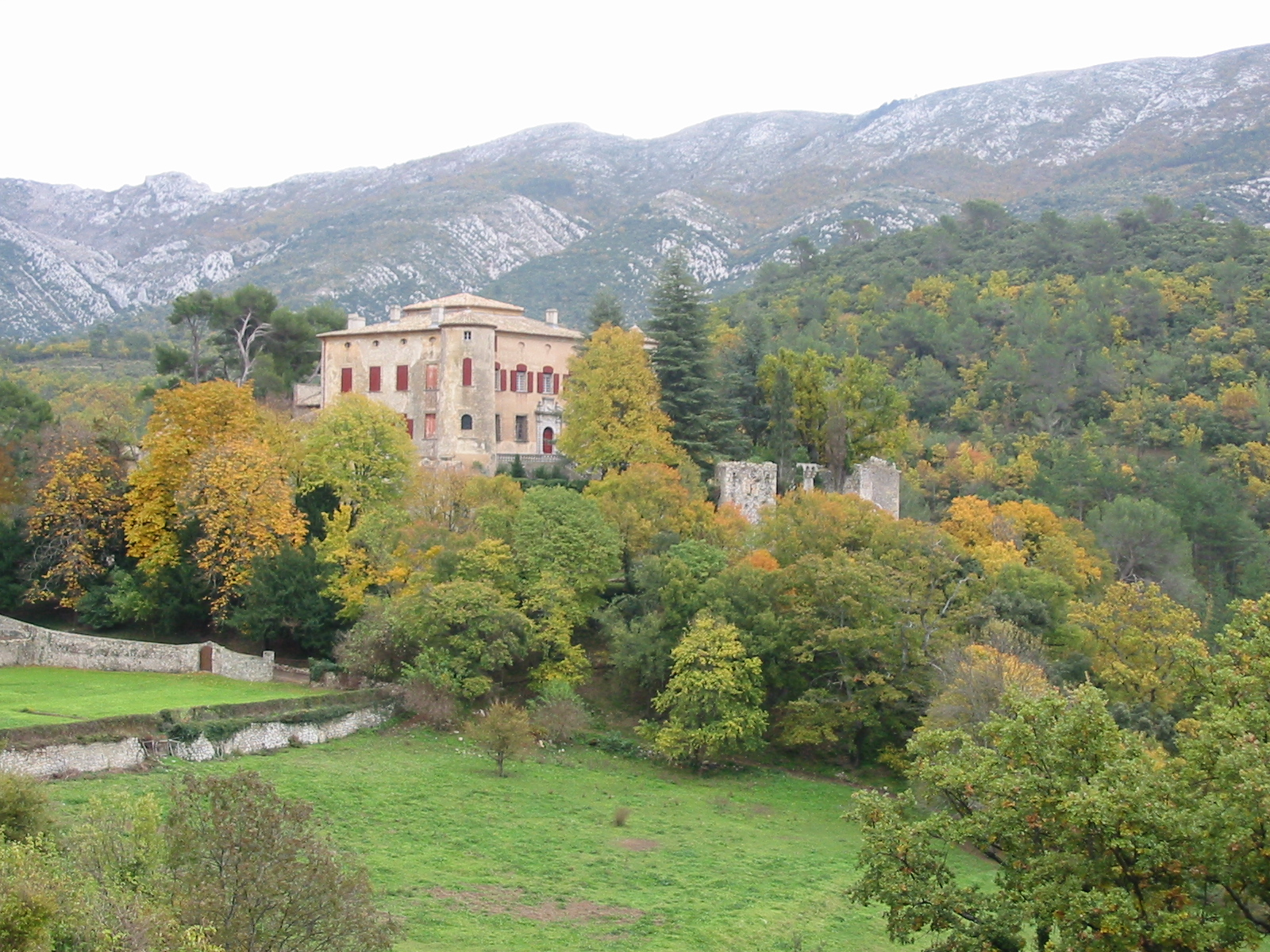
Castell de Vauvenarga flanquejat per les dues torres a la façana

És l'estil de les grans cases senyorials que perdurarà al llarg dels segles, fins i tot després del Renaixement. Són edificis aïllats, amb o sense pati interior, la façana dels quals la flanquegen dues torres o el protegeixen quatre torres cantoneres.
A la Camarga, l'arquitectura és més modesta, perquè aquestes cases fortificades només tenen garites o una torre que domine el terrat.
La fortificació de cases de camp és una pràctica molt antiga. Es troba, des de la primera edat mitjana, amb el castellum i els de Provença es construeixen amb torres cantoneres o garites. És un patrimoni romà, ja que moltes villae rusticae es protegien amb torres, des de Tunísia fins a Renània. I aquesta tradició es remunta més enllà, si es compara amb l'Àfrica amazic i el ksar saharià fortificat amb quatre torres.

### Cabana

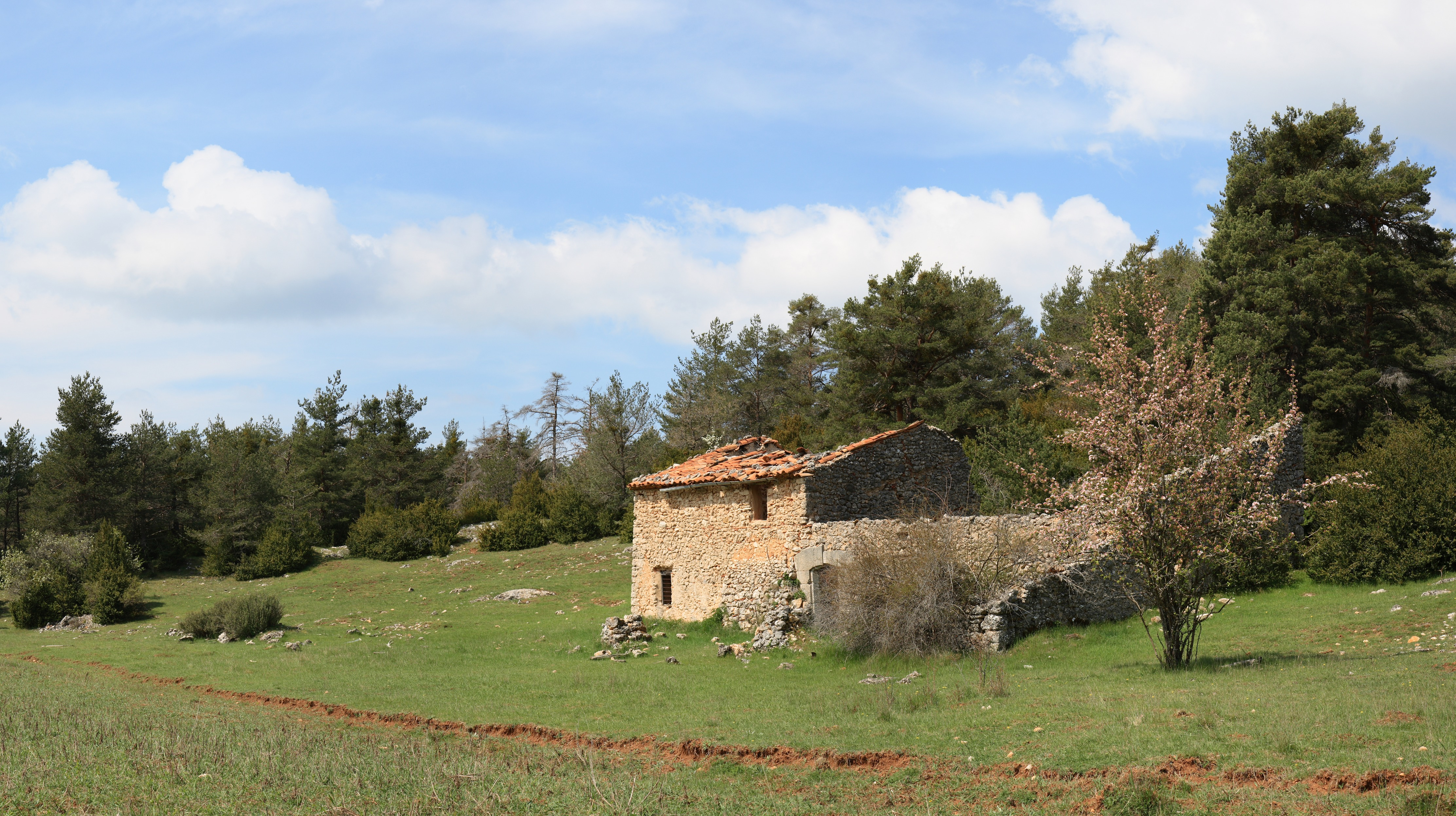
Cabana amb recinte pastoral abandonada a La Palú

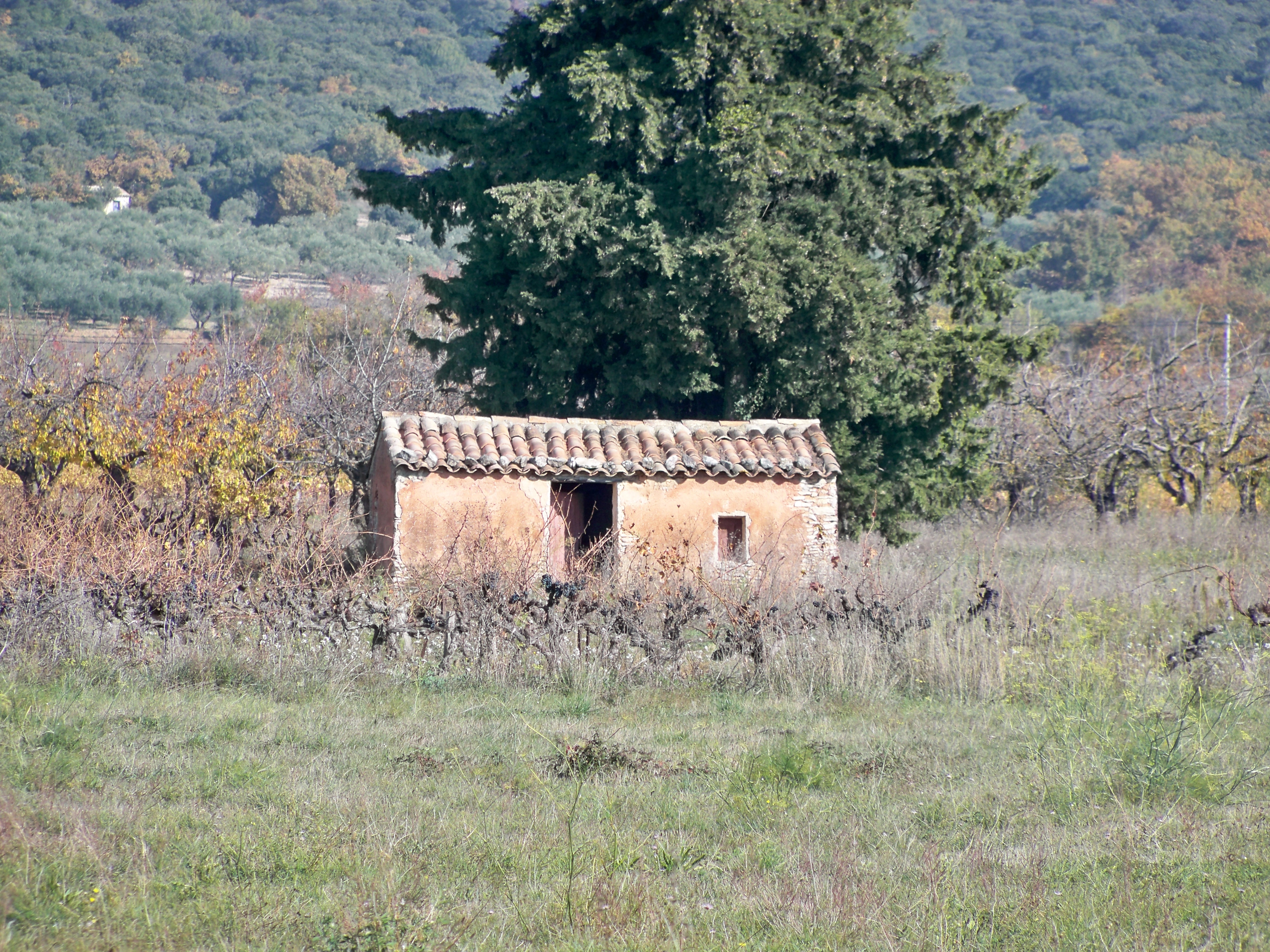
A Valclusa, antiga cabana sota el seu xiprer

L'existència d'aquest "caseta de camp" o refugi es vincula sempre a una activitat agrícola que obliga la pagesia a allunyar-se de la seua residència habitual. En el seu estudi sobre l'habitatge rural, Fernand Benoit considera tant el cas del pastoralisme com el del sedentarisme. En primer lloc, la transhumància, que permet als ramats estiuejar a les pastures de muntanya, implica l'ús de l'hàbitat in situ de mena senzilla per al pastor. Segons la ubicació, té l'aspecte d'una cabana construïda amb materials compostos, sovint en pedra i fusta, o totalment en fusta.
Per a la llauradora o llaurador sedentari, la casa sol ser a prop del camp. En aquest darrer cas, la caseta correspon a una cabana de vinya on es guarden eines i productes de tractament. També és un autèntic hàbitat estacional que s'empra durant el treball a llarg termini a la vinya: embolcall, poda en verd, sulfatació i collita.
Aquestes cabanes o coberts, que es troben a la vora o al bell mig del camp, també tenien un paper d'afirmació social per al camperol. Es consideraven «signe de la propietat de la terra que pretenia distingir-se del comunal».

### Bòria

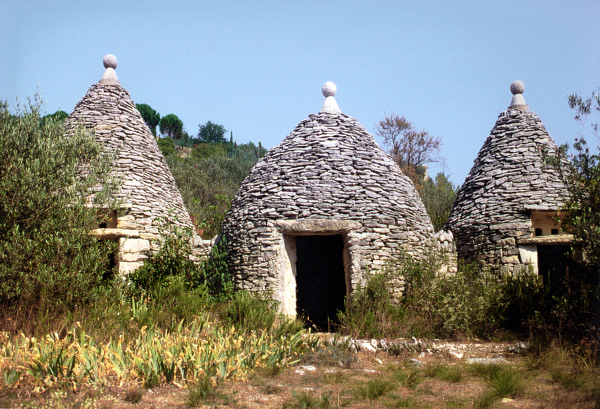
Colomars i cabana de pedra seca al camp obert de Gòrda, els Tres soldats

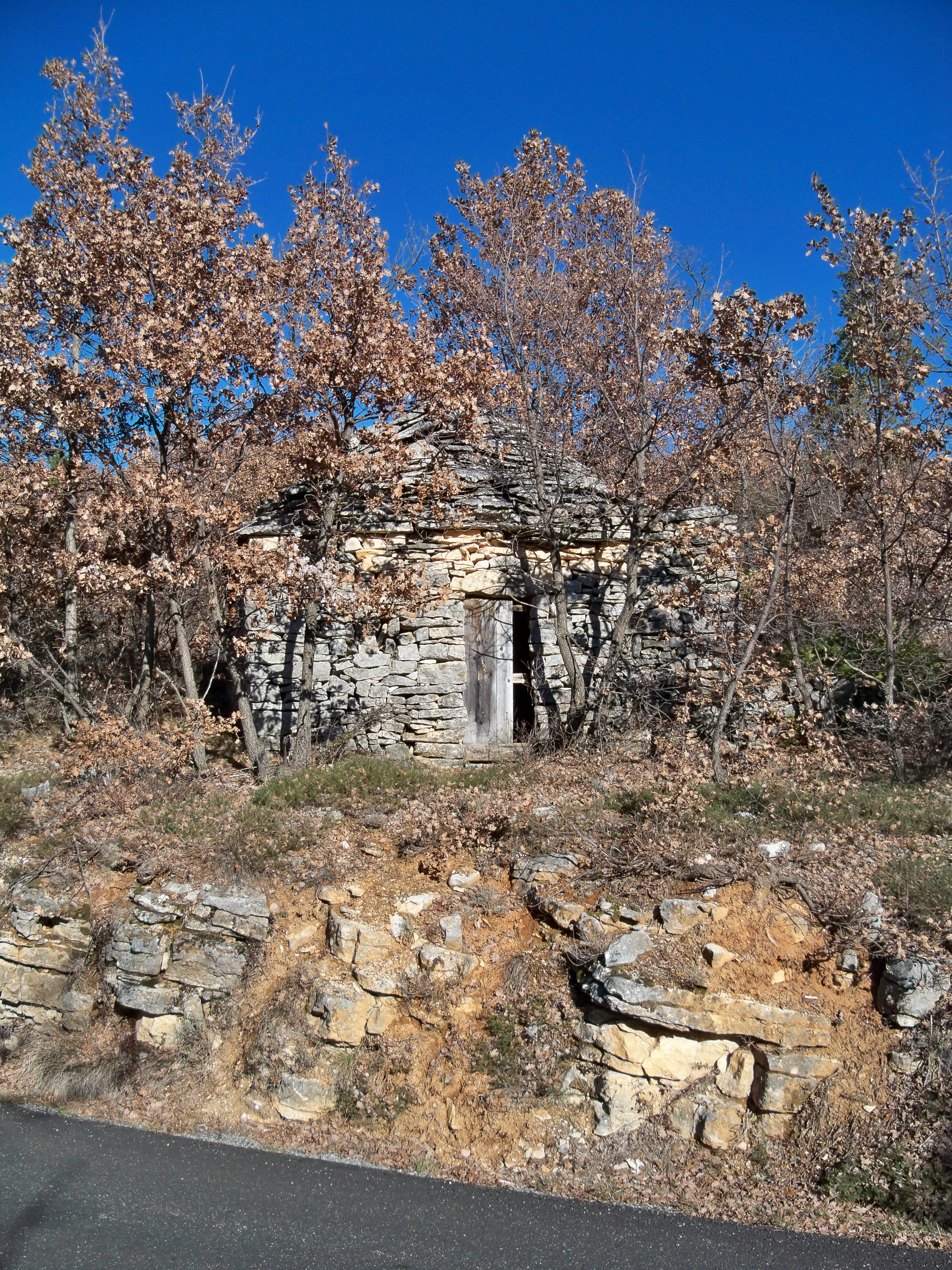
Caseta punxeguda a Lardièrs envaïda per roures blancs

A la Provença, es diu bòria una barraca de vinya. El terme prové del llatí boria -ja referenciat al barri de Borianum d'Arle- i s'escriu bori en la variant de l'occità provençal. També s'anomena cabana apuntada a l'àrea de Forcalquer (Alps de l'alta Provença) i la d'Apt (Valclusa). Aquest tipus de construcció, feta de pedra seca, protegia els estris agrícoles, guardava temporalment la collita i, si calia, s'hi podia passar la nit. El bòria era, per tant, un annex temporal o estacional de la casa permanent. Algunes, a la Valclusa, allotjaven tines de vins de cova del Luberon i Ventús.
Aquest tipus de construcció de pedra seca, relacionada amb la retirada de pedra dels camps, es troba al voltant de la Mediterrània: (trulli a Pulla, casite o hiske a Ístria, caselle a Ligúria, i les barraques agrícoles o pastorals de Creta i els Països Catalans). A la Provença, és comú a les zones muntanyoses, altiplans secs, vessants de turons treballats en bancals. Les bòries es troben a la Provença, a Var i Valclusa. A la riba dreta del Roine, al Llenguadoc, es troben amb el nom de capitelles.

### Casa rural de la Camarga

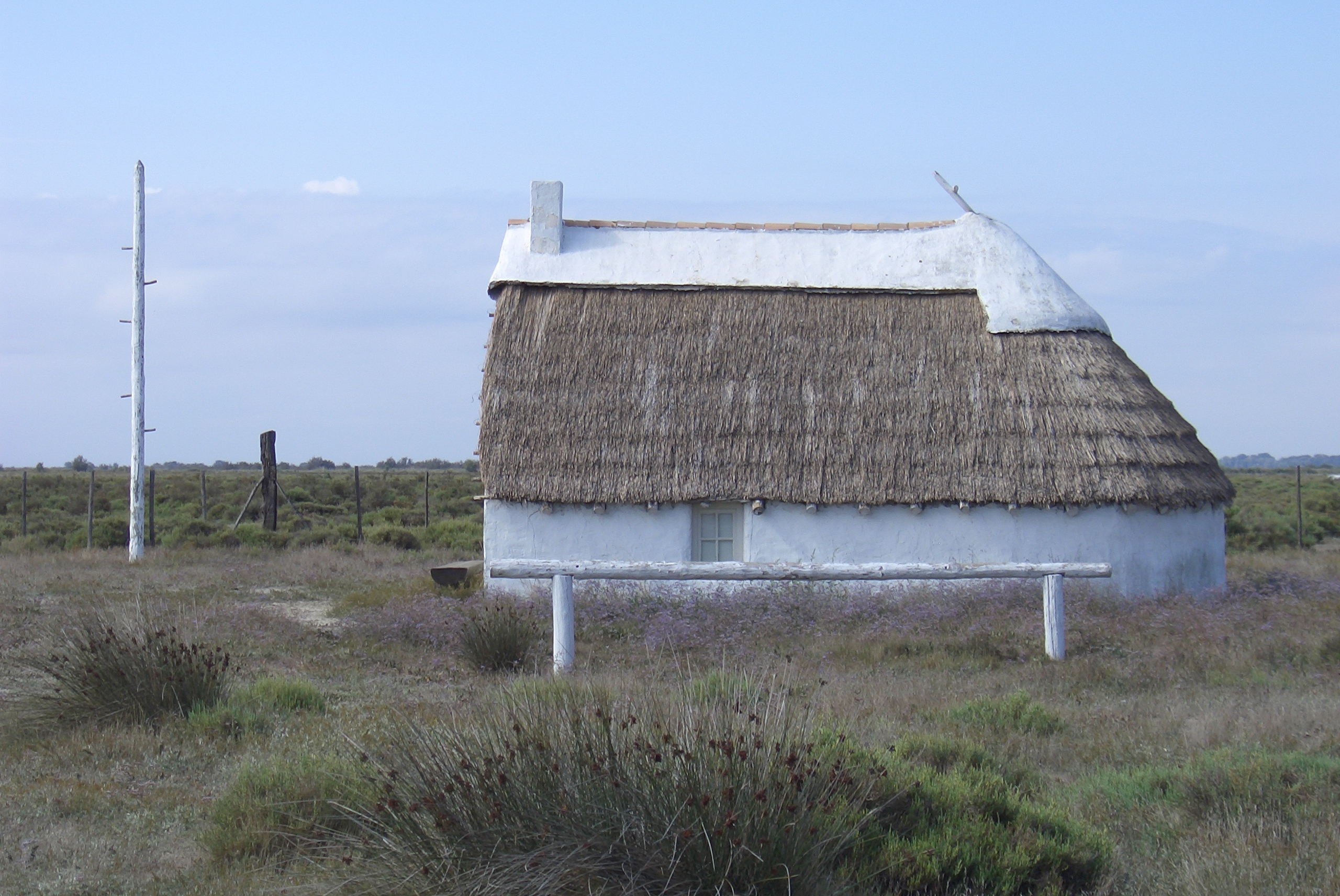
Casa rural de la Camarga, coneguda com a cabana de guàrdia

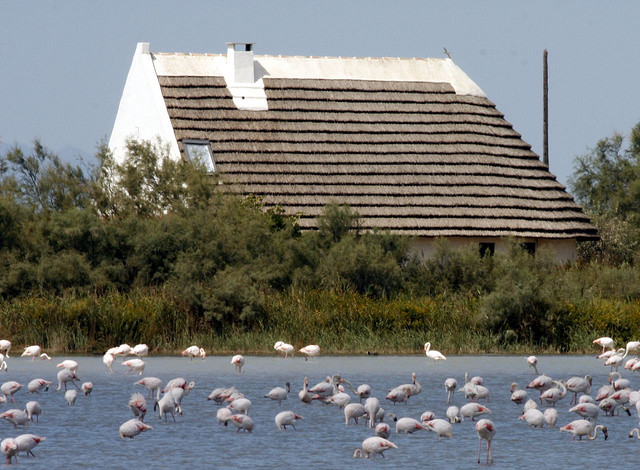
Casa amb jardí (segona meitat del s. XX) i flamencs

La cabana de la Camargue és un habitatge fet de material perible per als jornalers i obrers. Es fa amb canya de marjal. A Salin-de-Giraud, n'hi ha una autèntica aglomeració. Els saliners s'hi allotjaven en cases de camp l'absis de les quals mirava al nord-oest per a resistir els vents dominants.

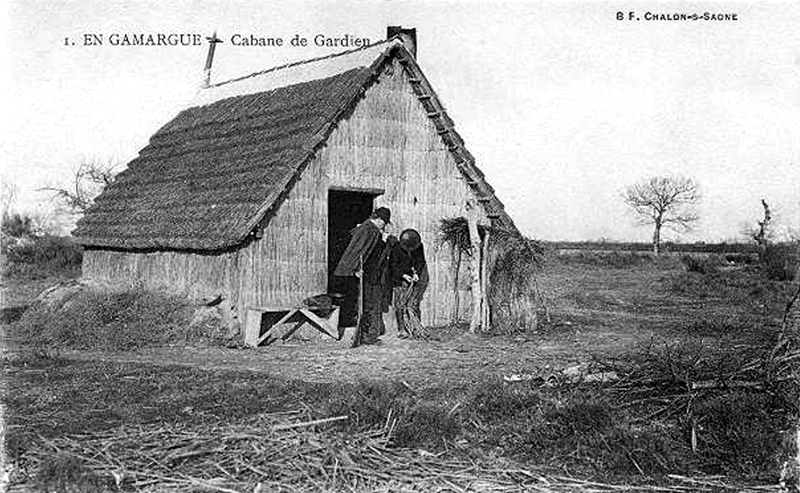
Cabana de guàrdia construïda amb fusta i coberta de canya, principis del s. XX

La pedra tallada serveix per construir el front sobre el qual descansa el fumeral. L'interior d'una cabana és format per dues cambres (dormitori i sala comuna) separades per un envà. Molt sovint hi ha un tendal a fora que permet instal·lar una taula i bancs. Era un lloc de faena del pescador o ramader que hi vivia (reparant xàrcies o fent cordons per al cavall).

## Teulades

### Suports
Amb l'excepció de la Camarga i la Crau d'una banda, i la Provença alpina de l'altra, l'arquitectura rural de la Provença quasi no empra pas marcs com a suport de les teulades. Gairebé totes les cases provençals només disposen d'una sèrie de plafons que recolzen als murs exteriors o als murs encreuats i que aguanten les bigues.

### Materials per a cobertes

#### Teula romana

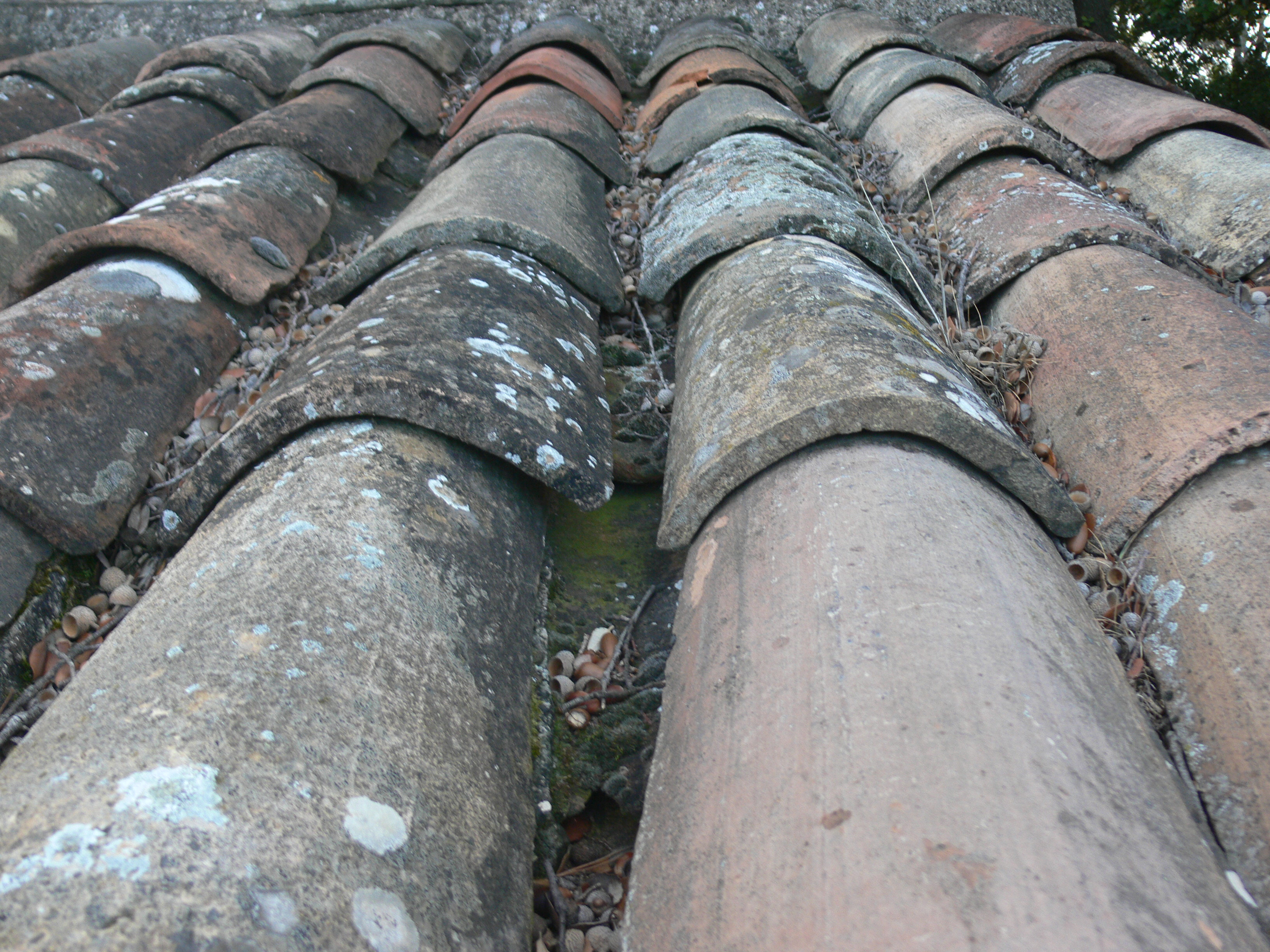
Teula romana al Domaine des Treilles a Tortor

A la Provença, la rajola clàssica és la de canal, o redona, buida, romana o mediterrània. Col·locades sobre bigues triangulars, cap al 1850, a les antigues cases de poble. Des de la dècada dels 1980, n'hi ha diversos sistemes d'instal·lació. A les teulades, segons la cocció i les argiles utilitzades, els matisos d'aquestes rajoles antigues ofereixen una decoració inimitable.

#### Teula plana
També anomenada de Marsella, en terracota de 20 cm x 40 cm, són molt resistents i estanques.

#### Material mineral

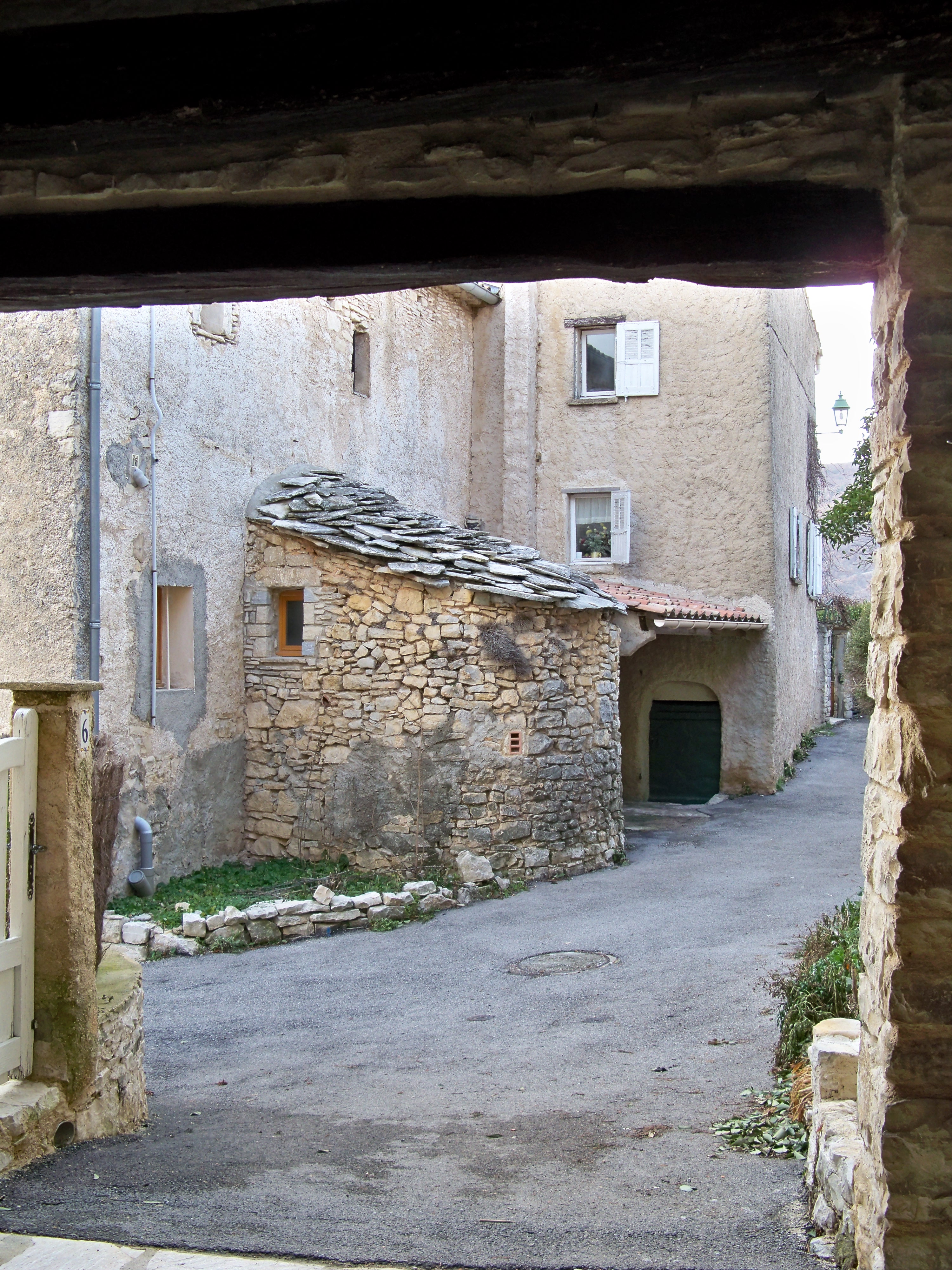
Teulada de pissarra amb pedra plana a l'Espitalet

La pissarra és un material tradicional per a la teulada, així com la palla.  La pissarra, però, és un "material molt pesat, que requereix un marc sòlid capaç de suportar el seu pes (que pot pesar fins a 500 kg/m²)».

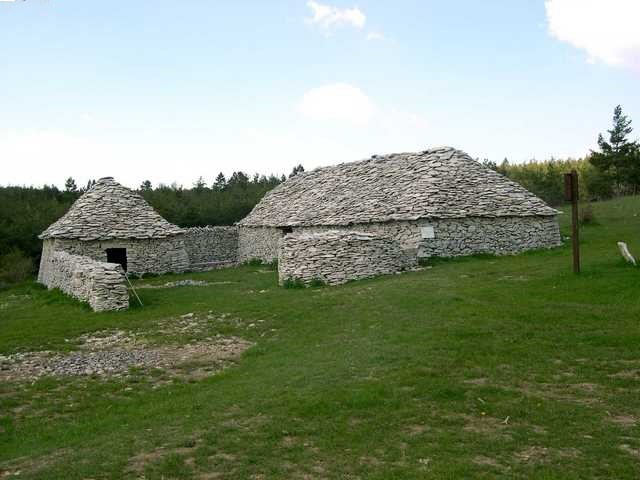
Llogaret anomenat Jas des Terres de Roux a Redortiers

A l'Alta Provença, per tradició, la teulada s'estén "damunt l'extradós amb una capa de pedretes i argila barrejada», que permet una millor estabilitat així com una bona distribució del pes. Aquest tipus de construccions es troben a la muntanya de Lure, a la fi del segle XIX.
A Viènç, a Valclusa, queden alguns antics graners dels segles XVII, XVIII i XIX, edificis rectangulars allargats, de maçoneria amb morter de calç, amb coberta a dos vessants de pissarra sobre volta de canó.

#### Material vegetal

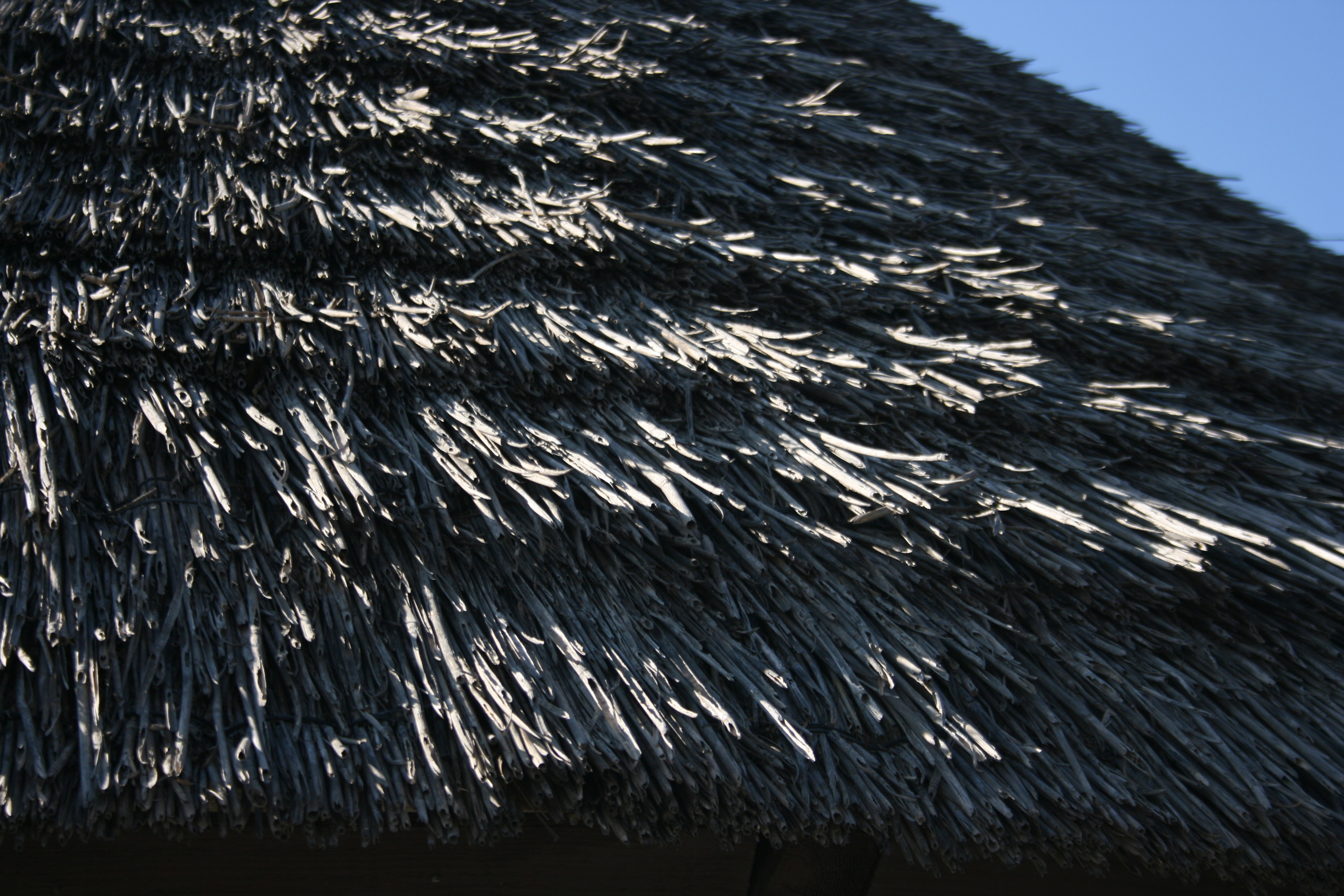
Sostre de palla a Salin-de-Giraud

La coberta de la cabana del guardià del ramat és feta amb canya de marjal col·locada sobre llistons. Per a una millor impermeabilització, una filera de teula romana segellada amb morter en cobreix sovint la carena, i se li aplica un revestiment de morter de calç formant-hi una solera. Això té l'avantatge de reflectir, per la seua blancor, els raigs solars, de protegir la part superior de la coberta del vent, i de reduir el risc d'incendi per la presència del conducte del fumeral.

## Celler
A l'Alta Provença, les cases tradicionals tenen un "celler» que sol trobar-se'n al primer nivell: "Es tracta d'un espai d'emmagatzematge sense finestres, que es diferencia del clàssic celler soterrat».